# Moda degli anni 2000

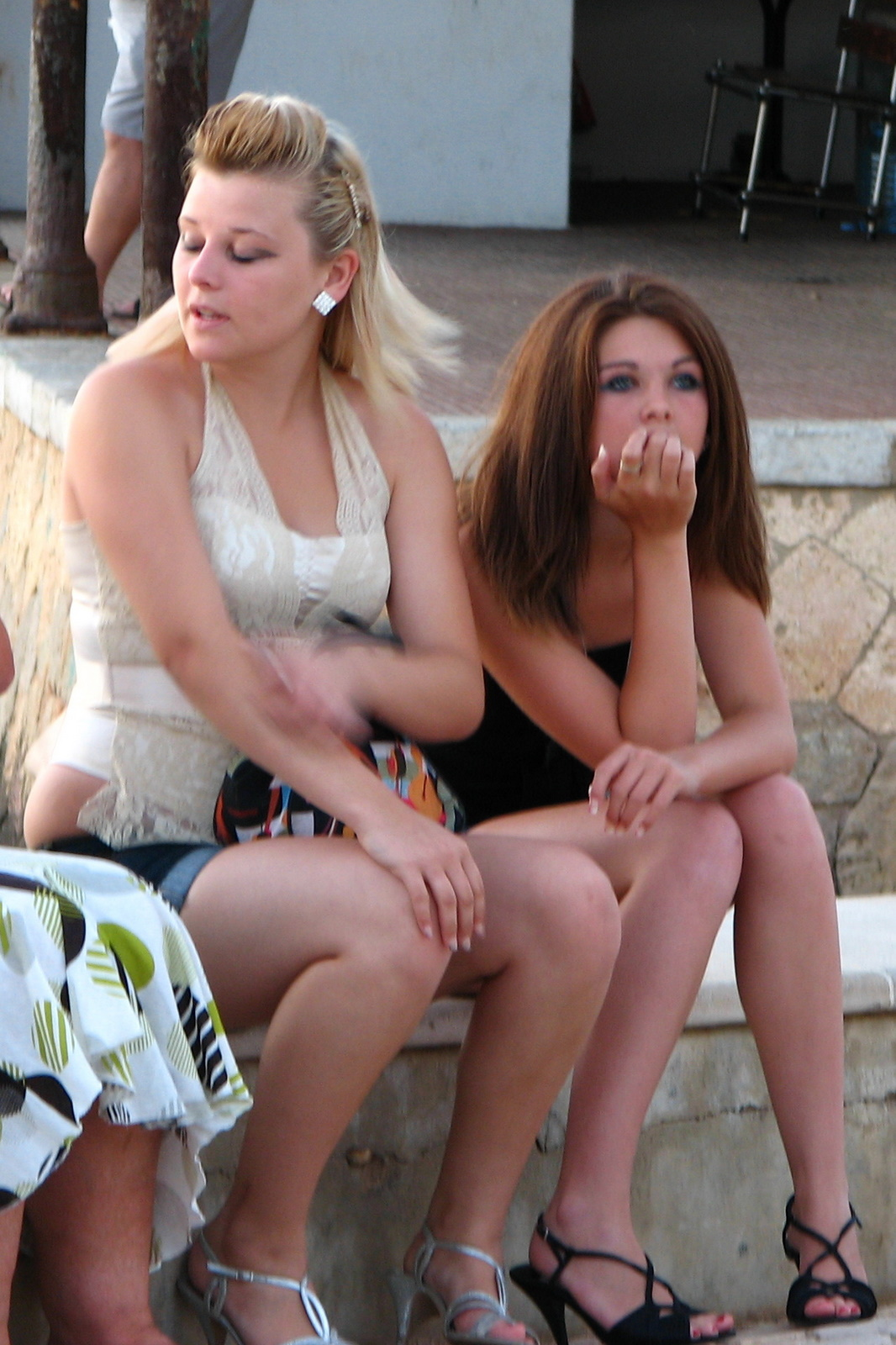
Giovani donne in Portogallo con capelli lisci e trucco pesante, nel 2007

La moda degli anni 2000 è spesso descritta come un gran miscuglio di stili precedenti come ad esempio vintage, global ed etnico (ad esempio boho), nonché le mode di numerose sottoculture basate sulla musica. La moda hip-hop in genere era la più popolare tra i giovani di entrambi i sessi, seguita dal look indie di ispirazione retrò che si impose nella seconda metà del decennio.
Le persone che all'epoca avevano circa 25 anni o più, adottarono uno stile casual elegante. La globalizzazione ha permesso di incorporare nelle tendenze del decennio stili di diversi continenti, come abiti mediorientali e asiatici nella moda europea, americana e australiana. Inoltre hanno avuto un ruolo rilevante anche l'abbigliamento ecologico ed etico, come la moda riciclata e la pelliccia finta.
All'inizio degli anni 2000, ci fu un passaggio graduale tra le mode della metà e della fine degli anni novanta, introducendo contemporaneamente nuove tendenze. Gli ultimi anni del decennio hanno visto un revival su larga scala di modelli di abbigliamento principalmente dagli anni sessanta, settanta e ottanta.

## Tendenze generali

### Alta moda
I principali stilisti tra il 2000 e il 2009 furono Alexander McQueen, Vera Wang, Christian Louboutin, Jean-Paul Gaultier, Vivienne Westwood, e Karl Lagerfeld.

### L'ascesa della fast fashion
Dall'inizio alla metà degli anni 2000 si è assistito a un aumento del consumo di fast fashion: abbigliamento economico basato sugli ultimi modelli di alta moda. Con il suo fascino a basso costo e i modelli basati direttamente dalla passerella, la moda veloce è stata un fattore significativo nella crescita del settore della moda. Poiché l'abbigliamento a prezzi accessibili è diventato ancora più importante all'ingresso della nuova era, i marchi hanno dovuto trovare un modo per tenere il passo con le nuove abitudini di spesa dei consumatori.
Nel 1999, le grandi catene come Macy's, JC Penney, Kohl hanno registrato vendite per un totale di $230 miliardi. Negli anni che seguirono i fatturati cominciarono a diminuire. I giganti della vendita al dettaglio del nuovo millennio includevano H&M, Forever 21 e Zara. In particolare, i negozi Target hanno riscontrato un grande successo collaborando con vari stilisti per proporre a prezzi accessibili dei capi disegnati da designer di alta moda.
Questa tendenza ha permesso agli acquirenti di possedere oggetti di design a prezzi più bassi. Nel 2004, il gigante della vendita al dettaglio H&M, un maestro nella realizzazione di fast fashion, collaborò con lo stilista Karl Lagerfeld per introdurre una collezione unica che si rivelò un enorme successo, le donne si affollarono nei negozi H&M per acquistare un pezzo dello stilista tra i 30 capi disponibili nella collezione.
Si dice che negozi come Wet Seal e American Apparel furono "precursori americani dell'impero della fast fashion".

### Etica
L'etica della fast fashion è stata al centro di numerosi dibattiti e domande. Produrre moda a tariffe così basse comporta anche condizioni di lavoro non sicure e salari non vivibili per i lavoratori. Come secondo punto di dibattito sono gli sprechi che ne derivano. Gli americani buttano via 14 milioni di tonnellate di vestiti all'anno, con l'aiuto della fast fashion. Si è puntato il dito contro Forever 21 e H&M, non solo per le loro imponenti pratiche di fast fashion, cresciute costantemente dall'inizio del 2000, ma anche per il coinvolgimento di manodopera a basso costo. Il fascino della fast fashion sta nella copia di marchi di fascia alta; tuttavia, dopo che qualcosa non è più di tendenza, si passa al successivo, lasciando che i vestiti vadano sprecati e che i lavoratori continuino a vivere con salari invivibili.

### Socio-economia e borsa con logo
Gli anni 2000 hanno visto la morte del concetto di classe sociale come massa di persone, le classi sono state scomposte e ristrutturate talmente tanto da diventare microscopiche, e chiunque poteva trasgredire agli stereotipi tipici della classe di cui faceva parte. In alta moda, c'era meno l'influenza top-down e gli stilisti venivano ispirati sempre di più dalla cultura pop e dallo street style. Questi due fattori combinati hanno portato alla popolarità del logo del designer audacemente stampato su tutti i tipi di abbigliamento, in particolar modo sulle borse. Una borsa con logo era unica, indossata da celebrità, modelli e shopper della classe media. Molti di questi marchi avevano negozi outlet, quindi la borsa con logo era disponibile ad un pubblico ancora più vasto. Avere la stessa borsa di marca di molti altri era una forma di evasione, era un fattore unificante che permetteva alle persone di dimenticare quanti soldi facevano, e invece concentrarsi sull'essere uguale a tutti.
L'ascesa della fast fashion ha aiutato le persone a permettersi una borsa firmata, poiché potevano risparmiare sul resto del guardaroba. Col passare del decennio, è diventato sempre più popolare mescolare designer e abbigliamento. Le persone erano più preoccupate di omologarsi per inserirsi in un certo stile piuttosto che focalizzarsi su chi stava facendo i vestiti.

## Moda femminile

### Primi anni 2000 (2000-2003)

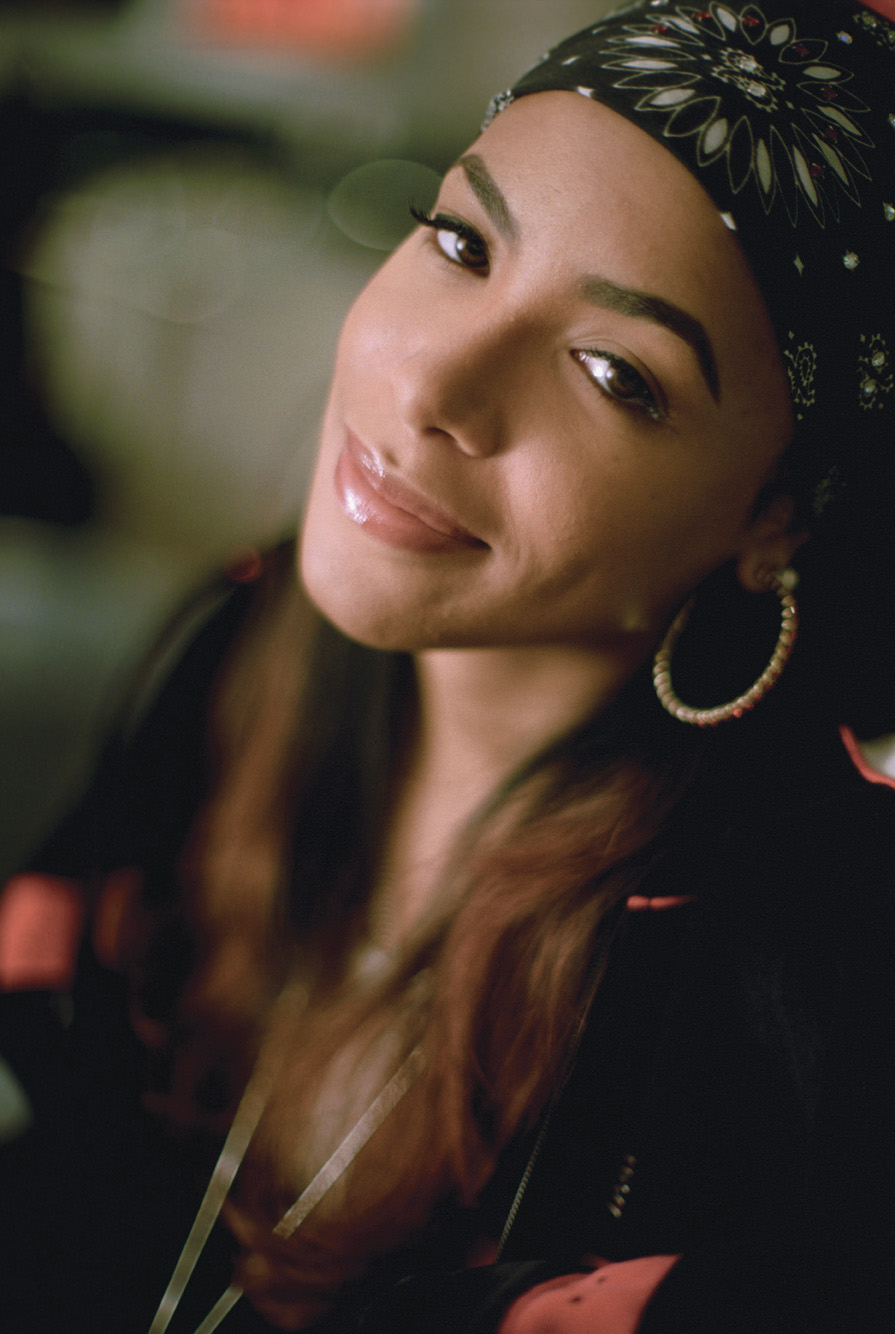
Aaliyah indossa una bandana e orecchini a cerchio nel 2000

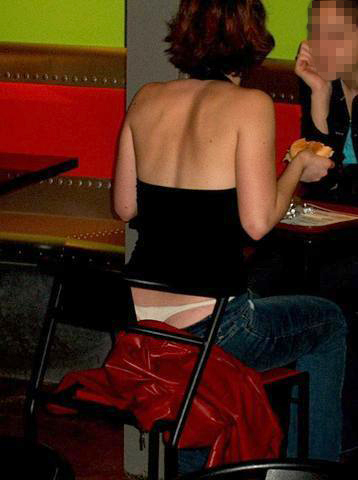
Una donna che indossa un crop e coda di balena sopra il bordo dei pantaloni a vita bassa nel 2001

#### Moda Y2K
- Quando sono iniziati gli anni 2000, la moda è stata profondamente influenzata dalla tecnologia. Dalla fine del 1999 alla fine del 2001, c'è stato un approccio futuristico monocromatico alla moda,[12] con metallizzati, neri lucenti, uso pesante di grigio, cinturini e fibbie. Questo stile prende il nome di "Y2K". L'abbigliamento era realizzato per essere il più possibile dark, riflettente, tecnologico e sexy. Quando il primo iPod è stato immesso nel mercato nel 2001, gli auricolari, così gli altri gadget, sono diventati equiparati ad un accessorio.[13]
- Capi particolari di abbigliamento Y2K includevano mesh tops, occhiali da sole avvolgenti, occhiali rettangolari wireframe, gonne a pieghe, micro top (spesso con un motivo metallico come argento o oro per una sensazione da discoteca),[14] gonne in raso, gonne in pelle,[15] t-shirt da concerto con strass, scarpe scintillanti,[16] top con halter, pantaloni con paillettes (resi popolari da Peter Morrissey),[17] e top con ricami e paillettes (ispirato a Easton Pearson),[18] insieme al famoso abito da cocktail nero con stampa di perle di Karen Walker, che ha avuto successo in tutto il mondo.
- Nel 2000, i capi must have per donna e ragazza erano: occhiali da sole oversize,[19] occhiali da sole aviator, orecchini a cerchio oversize,  jeans indossati non più come abbigliamento sportivo, diventano anche capi da sera (come pantaloni a vita media e zampa di elefante, tasche laterali, fianchi stretti e tie-dye), infradito con zeppa, pantaloncini, giacche in denim, maglioni pesanti, pashmina, Skechers,[20] mezza maglietta e tube top.

#### Casual chic
- In Africa, Europa, Nord America, Asia orientale, Sud America e Oceania, i primi anni 2000 hanno visto la continuazione di molte mode della metà e della fine degli anni '90, dovute anche all'influenza che avevano ancora alcune giovani pop star come Britney Spears e Christina Aguilera. Dal 2001 in poi, le donne indossavano camicie a maniche lunghe a campana, crop, Burberry, felpe con cappuccio, jeans a zampa,[21] pantaloni a vita bassa,[22] jeans bianchi,[23] coda di balena,[24] pantaloni cargo[25][26] (specialmente quelli realizzati in seta, raso e velluto)[27][28] pantaloni della tuta ispirati all'hip-hop, daisy duke, perizoma intimo e collant in tinta unita brillante.
- L'11 settembre e la crisi dei mutui del 2001 hanno influenzato la moda portando una nuova ondata di conservatorismo. Ciò ha portato ad un aumento dell'utilizzo del denim, il tessuto della persona che lavora. I jeans quindi diventano un capo che può essere utilizzato in tutte le occasioni, dal supermercato al tappeto rosso.[29] Il passaggio al conservatorismo è stato lento, visto come la vita bassa dei jeans era comune a causa dello stile sexy Y2K. Come accennato con le classi sociali, i loghi sono diventati una forma di stabilità e comfort. C'era un senso di unità nel paese perché tutti i tipi di persone compravano gli stessi marchi e sfoggiavano gli stessi loghi.
- A causa dello stile Y2K aerodinamico, futuristico e a tema spaziale dell'anno 2000, il denim è diventato popolare in America dal 2001 al 2008. I pantaloni sono diventati a vita più bassa e significativamente più svasati rispetto a prima, e spesso presentavano ricami elaborati piuttosto che lo stile semplice e senza fronzoli di prima.[13] Nel Regno Unito, era popolare per le donne indossare gonne sopra pantaloni, abiti a stampa floreale e colori come nero, viola e rosa. Erano comuni scarpe e sandali grandi e robusti, con spesse zeppe e cinturini in similpelle decorati con ricami floreali, mentre i marchi di sneaker di successo come Sketchers hanno diminuito la loro popolarità.[20]

#### Prima ondata del revival anni '80
- Sebbene il revival della moda anni '80 fosse in pieno svolgimento dal 2001, le avvisaglie iniziarono alla fine degli anni '90 per poi continuare nei primi anni 2000. Questa prima ondata si concentrò principalmente sui primi anni '80. Le tendenze emerse in questo periodo includevano: minigonne di jeans, jeans strappati, giacche di jeans, tute sportive,[26] trench (spesso in piume), piumini (riproposte da artisti hip-hop) e polo preppy con colletti alla coreana. Questi sono rimasti popolari fino al 2008 circa, quando è avvenuta la rinascita delle mode della fine degli anni '80.
- Complessivamente, le donne e le ragazze europee e americane indossavano sneakers basse, come Skechers, Heelys, scarpe Adidas, scarpe Reebok e Nike, nonché stivali alti fino al ginocchio con tacchi a spillo e punta a punta (o viceversa, tacchi bassi spessi e punta rotonda o quadrata).[30] Gli accessori popolari dei primi anni 2000 includonevano: cinture bianche, occhiali da sole da aviatore, cappelli da baseball, orecchini a cerchio, Mary Jane Jane con tacco largo, scaldamuscoli[28] (indossati con minigonne),[31] stivali ugg,[24] flip- infradito, scarpe di plastica,[32] sandali con lacci,[23] cappelli da giornalista, poncho e bracciali di plastica.[33]

#### Sex and the City
Sex and the City ha influenzato il modo in cui le donne si preoccupavano della moda e di come facevano acquisti. Lo show ha mostrato le donne come consumatrici importanti, ognuna con i propri stili indipendenti che si basavano su ciò che volevano, non su ciò che era stato loro chiesto di indossare. I personaggi principali sono diventati icone della moda, ispirando vetrine, linee di moda, riviste e donne in tutto il mondo. Carrie Bradshaw, il personaggio principale, è accreditato per aver reso Manolo Blahnik un nome familiare a causa della sua ossessione per le scarpe. Le tendenze ispirate allo show includono tacchi a spillo, borse firmate (con due episodi incentrati sull'ultima IT bag), grandi fiori in tessuto e berretti.

### Metà anni 2000 (2004-2006)

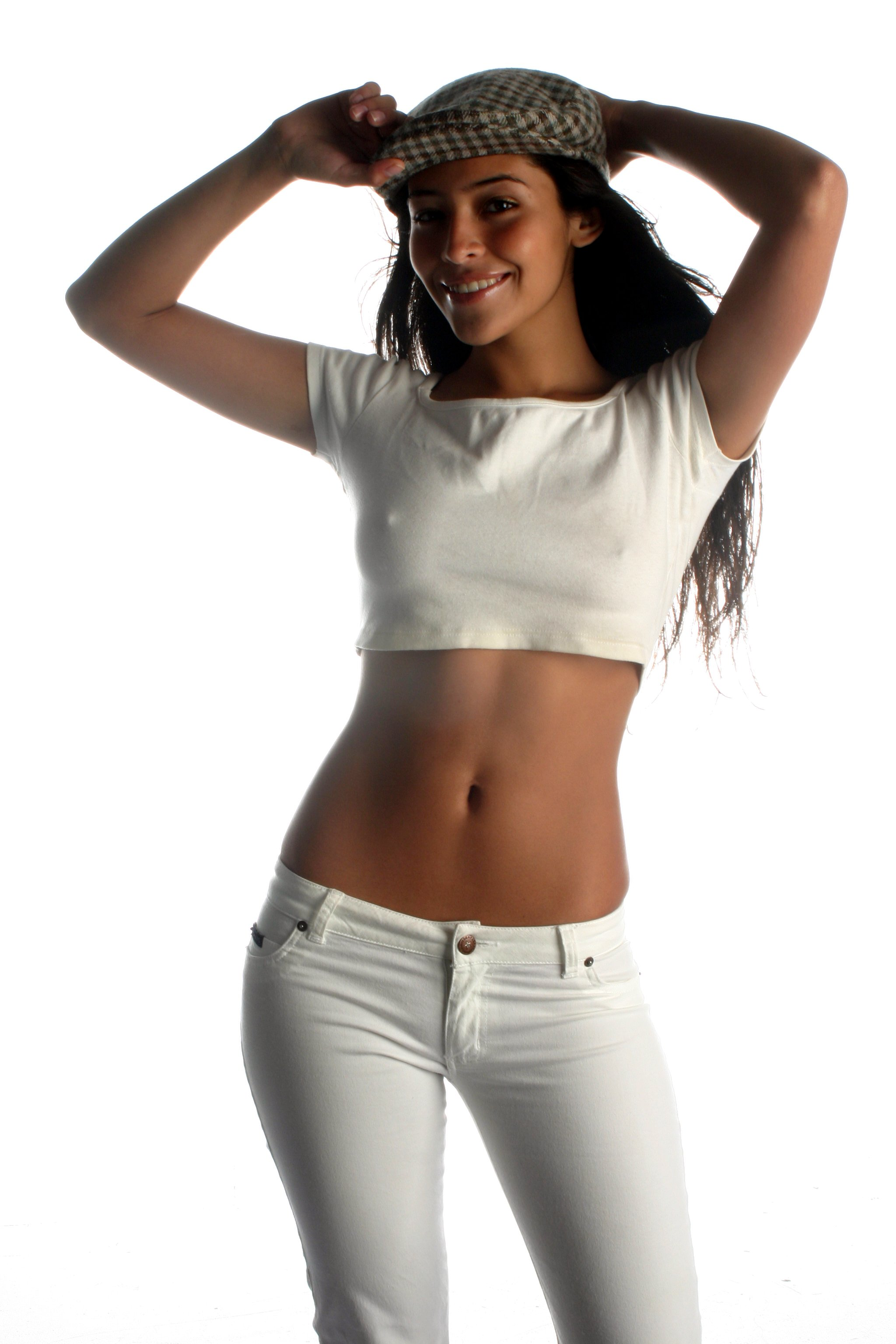
Modella del 2004 con jeans a vita bassa, coppola e top

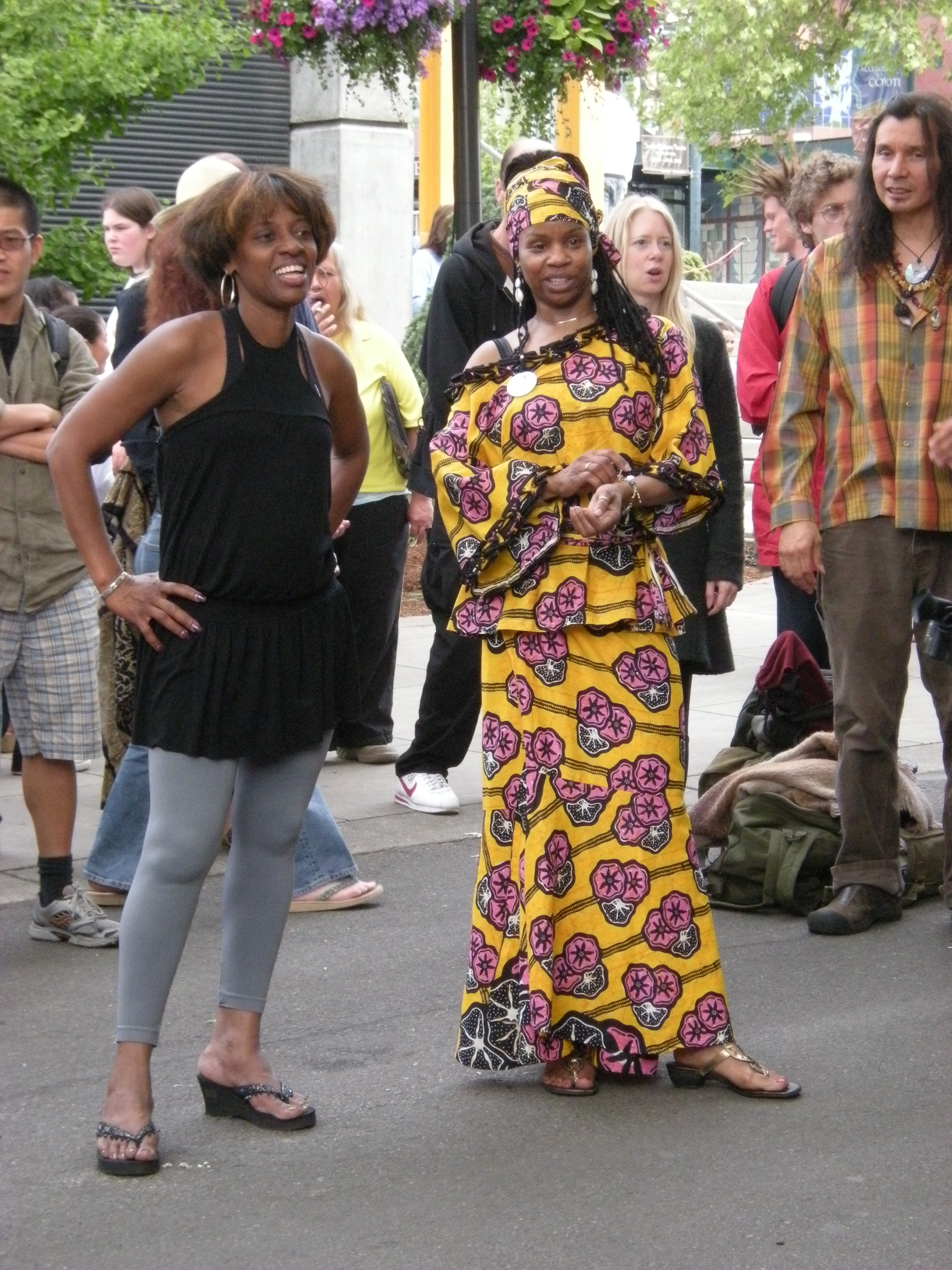
Giovane donna indossa un abito realizzato in tessuto fantasia africano nel 2008.

#### Oggetti revival degli anni '60
Molte tendenze della moda sono state riportate dagli anni '90 sono state riportate dall'inizio alla metà degli anni 2000. Tuttavia, molte nuove tendenze e marchi della moda hanno influenzato l'industria a metà degli anni 2000.
- Esempi di alcuni capi It molto ricercati della metà degli anni 2000 includevano: portafogli Kate Spade, sneaker Prada, borse Christian Dior, jeans firmati come jeans a vita bassa True Religion e i jeans skinny 7 for all Mankind, velour tracksuits di Juicy Couture, pantaloni cargo di Balenciaga, cappellini baseball di Von Dutch, e Takashi Murakami in collaborazione con Louis Vuitton per la loro borsa iconica.[37]
- Le tendenze popolari della metà degli anni 2000 per le donne erano: jeans a vita bassa ricamati, pantaloni da yoga, perizoma, top con scollo a cappuccio, top tubolari, giacche di jeans, camicie a maniche a campana, pantaloncini jeans, crop top, code di balena, tute da ginnastica,[24] pantaloni cargo, pinocchietto, trench, giacche a sbuffo, canottiere più lunghe indossate con una camicetta o camicia principale, abiti infantili, abiti e sandali New Look ispirati agli anni '40,[38] leggings, giacconi stile anni '60, tuniche[39] indossate con cinture larghe[40] o sottili e "abiti vintage" tra cui hippie e abiti ispirati a Boho con motivi paisley. Le Crocs sono state una breve mania per tutti i sessi nell'estate del 2006, nonostante le loro connotazioni kitsch,[41][42][43] e nel 2006 il miniabito è tornato con le hemline insolitamente corte.[44]
- Presentati nel 2005, i jeans skinny sono diventati popolari nel 2006.[45][46] Le scarpe col tacco alto furono sostituite con ballerine, Sperry Top-Siders, Converse Chucks e i Keds resi popolari da Mischa Barton.
- Gli accessori popolari includevano: cappelli da baseball, occhiali da sole da aviatore, piccoli orecchini a goccia in vetro rosso o perla anziché i grandi orecchini a cerchio come nei primi anni 2000, bracciali in gel, stivali al ginocchio con punta a punta, ugg,  Heelys, stivali con plateau,[47] ballerine,[48] mary jane, cinture borchiate, crocifissi e rosari, fibbie con strass,  bangles fairtrade africani, bigiotteria in stile nativo americano,[49] bracciali schiava in stile indiano o medio orientale, anelli di purezza, piccole borse di pelle, piccole sciarpe,[50] e gioielli semplici realizzati con materiali ecologici riciclati come canapa, legno, conchiglie, vetro, semi e metallo bianco.

#### Influenze militari
- Dal 2005 fino alla fine del decennio, in Gran Bretagna, l'abbigliamento di ispirazione militare è diventato una tendenza unisex[51]. A causa della popolarità dei film della serie Pirati dei Caraibi, e di un revival per la moda degli anni '80, le adolescenti e le ragazze in età universitaria indossavano spesso stivali da cavaliere,[52] berretti da marinaio, gioielli con ancore, camicie da poeta, pantaloni harem, giacche ussari, e alta uniforme con spalline ispirate a donne pop star, britannico indie / garage rock The Libertines e MCR s' The Black Parade.[53]

#### Abbigliamento in Africa
- Durante la seconda metà degli anni 2000,[54] l'abbigliamento femminile in Africa comprendeva un abito kente dai colori vivaci o un abito tradizionale come il boubou, il pagne e il doek, o un abito occidentale di seconda mano donato e distribuito da enti di beneficenza britannici e americani.[55] L'abbigliamento Mitumba era stato importato in Tanzania[56] e in Kenya sin dalla liberalizzazione economica dei primi anni '90[57] ed era più desiderabile dei tessuti cinesi di nuova fabbricazione grazie alla sua più alta qualità di tessitura e alle etichette riconoscibili del marchio.[58]

### Fine anni 2000 (2007-2009)

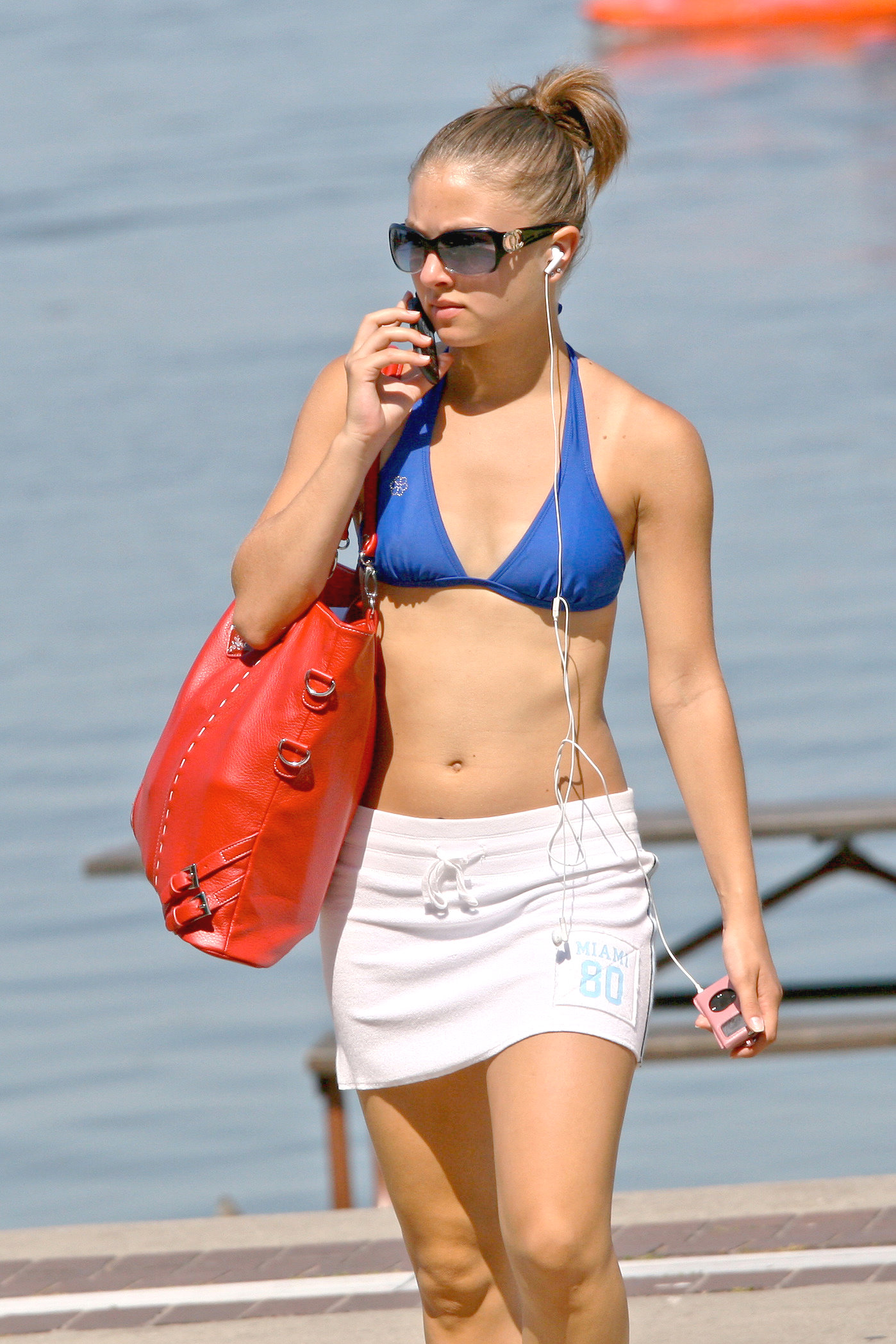
Giovane donna americana nel 2007 che indossa una minigonna bianca, un top bikini blu e occhiali da sole

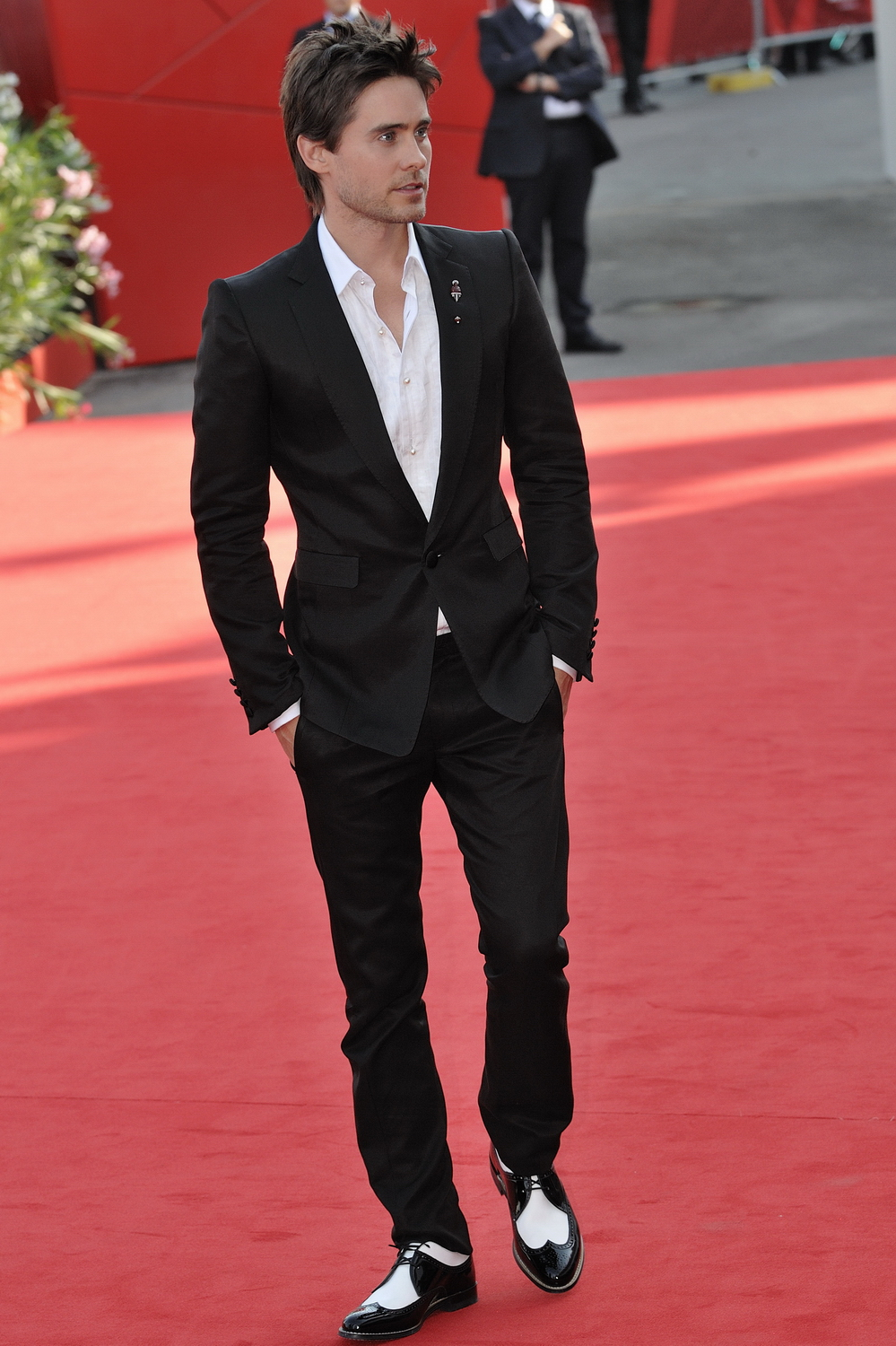
Jared Leto indossa un abito formale aderente; Popolare dal 2008 in poi.

#### Riporta gli stili
- Molte mode di inizio e metà degli anni 2000 sono rimaste di moda nel 2007; Ciò includeva articoli come minigonne di jeans, coda di balena, hip-huggers, jeans con taglio a stivale, canottiere, jeans strappati, felpe con cappuccio, pantaloni cargo, cinture bianche, giacche cropped, capris, abiti infantili, boho-chic e Crocs.[24]

#### Seconda ondata revival degli anni '80

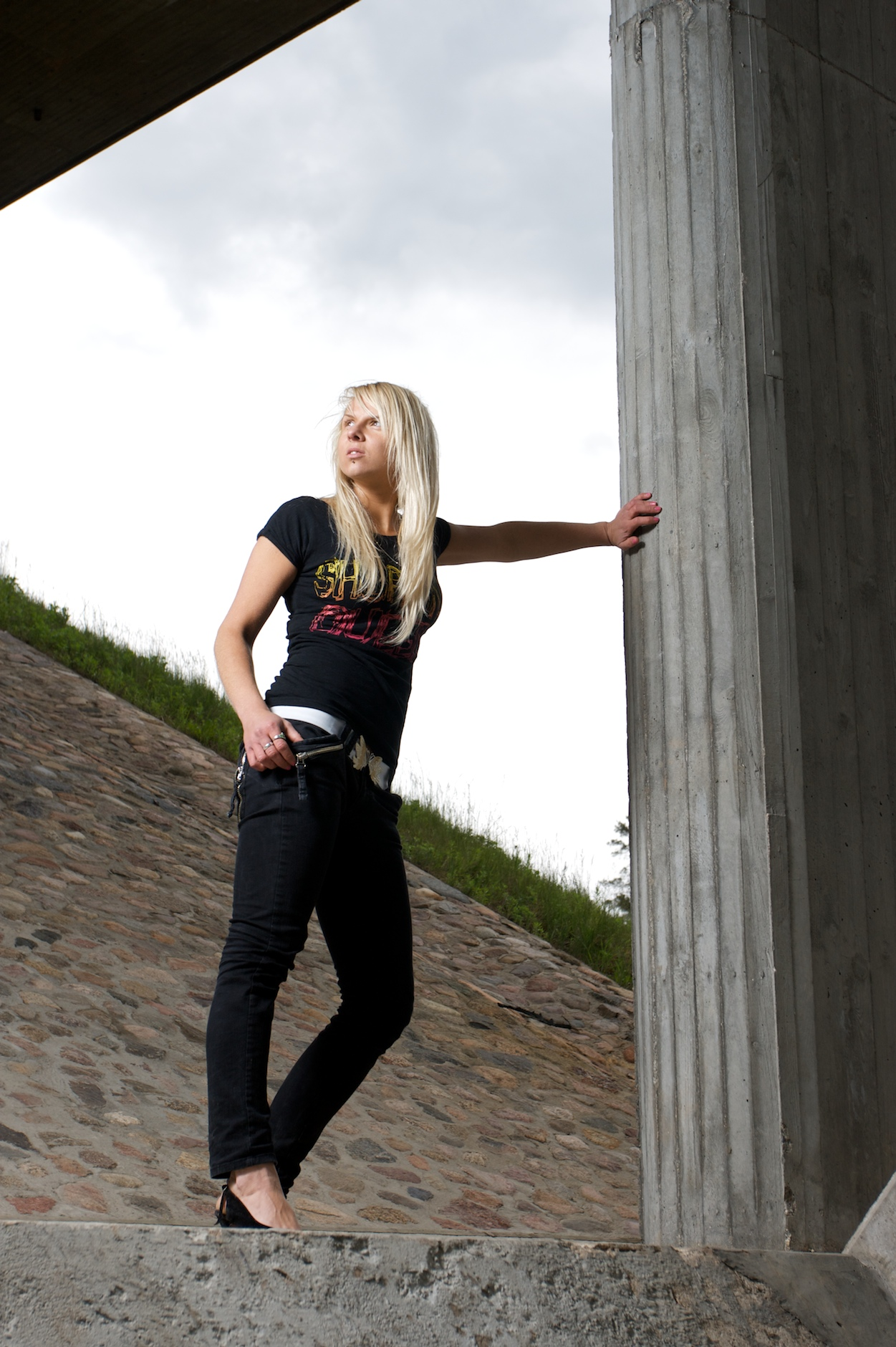
Giovane donna nell'estate 2009 che indossa dei vestiti neri

- All'inizio del 2009, in Europa e negli Stati Uniti vi fu una rinascita su larga scala degli anni '80, che rirpopose articoli di moda della fine degli anni '80 e all'inizio degli anni '90, come colori al neon, sandali gladiatore,[24] fasce con stampa animalier o a pois, abiti in maglia, pantaloncini Nike, wonderbra e sloggi, prendisole, top fantasia geometrica, ballerine, leggings in spandex nero, jeggings chiari, camicie scozzesi traslucide indossate con una canotta sotto, stivali da equitazione, jeans strappati attillati e scaldamuscoli indossati a gambe nude e vestito o gonna.  In America, i crop top che esponevano l'ombelico furono sostituiti da top a canotta più lunghi, camicette con scollo a barchetta e pantaloni a vita media, e le minigonne venivano sostituite con abiti più lunghi come la babydoll, la gonna a palloncino, l'abito da skater e l'abito in maglia. Le pellicce tornarono in auge, anche se molte donne hanno usato le eco pellicce a causa dell'associazione della vera pelliccia con la crudeltà verso gli animali.[59]
- L'abito giallo canarino indossato da Reese Witherspoon ai Golden Globes ha contribuito a stabilire quella tonalità come colore distintivo nel 2007.[60]

#### Moda orientale e da fiera

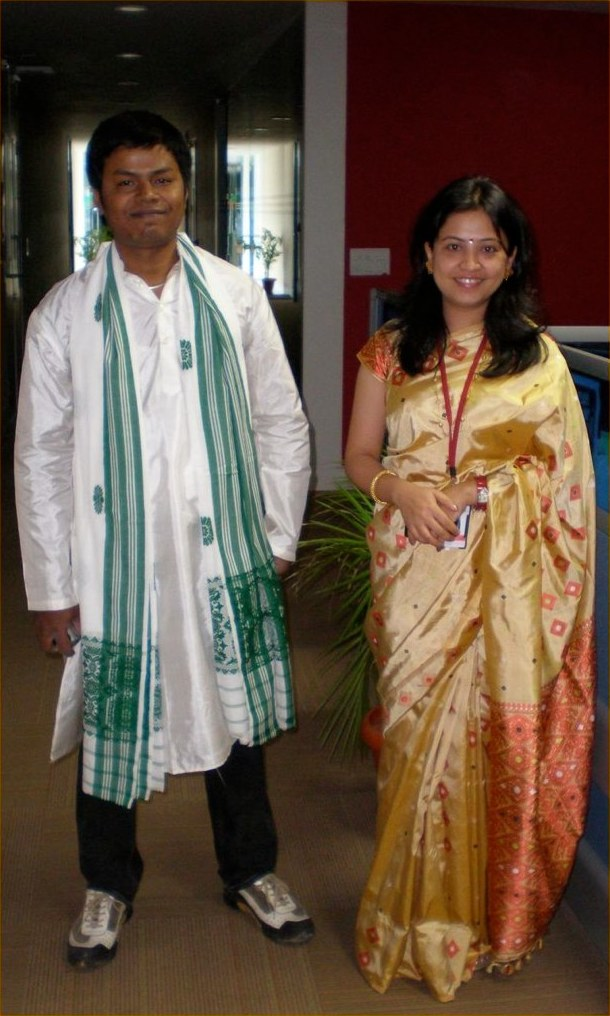
Coppia indiana che indossa un mix di abiti tradizionali e abiti occidentali

- L'estate 2007 ha visto la nascita di un nuovo interesse per la moda etnica dell'India[61][62] e del Medio Oriente, tra cui pantaloni harem, kurti ricamati, sciarpe di seta, sarong, top zingara e sari[63][64][65]. Le giovani donne britanniche e americane scoprirono il cinema di Bollywood[66] e la danza del ventre, resi popolari da Shakira.[67]
- In Gran Bretagna e negli Stati Uniti, alcune giovani donne e ragazze adolescenti, in particolare quelle affiliate al geek chic, furono influenzate dalla moda di strada giapponese a causa della copertura mediatica della cultura popolare giapponese e della musica J-pop dal 2005-2009.[68] Sebbene una piccola minoranza indossasse abiti da marinaio ispirati all'anime o al manga, kawaii[69] o completi gotici da lolita, la maggior parte incorporava un singolo indumento come calzini al neon a righe, sottovesti,[70] abiti arcobaleno, scaldamuscoli lavorati a maglia, fiocchi per capelli, pigiama adi seta in stile kimono,[71] marchi unisex come A Bathing Ape,[72] e cupcake, ciliegia o gioielli Hello Kitty[73] per un aspetto senza età, da bambino o da bambola.

#### Activist chic
- In Gran Bretagna e Australia, gli shemagh mediorientali erano indossati come sciarpe in segno di protesta contro la guerra in Iraq e a dimostrazione di solidarietà con i palestinesi.[74]
- Nel 2007, Che Guevara chic era popolare in Europa e in America Latina, con giacche verde oliva, cappelli boonie, berretti e magliette con stelle rosse o il volto del famoso rivoluzionario.[75]

## Moda maschile

### Primi anni 2000 (2000-2003)

#### Moda Y2K
- All'inizio del decennio, l'entusiasmo di essere entrati in un nuovo millennio fu evidente soprattutto nei primi due anni, nell'abbigliamento da discoteca e da sera. L'abbigliamento era principalmente in nero, anche se l'argento era molto di moda.[13] Un esempio di outfit era la tuta da ginnastica,[14] gli stivali Rockport, una camicia elegante, un paio di pantaloni, una giacca con un elegante motivo metallico per uscire; includendo anche articoli come cappotti e pantaloni di pelle, giubbotti e giacche gonfie, maglioni e camicie a coste e scarpe eleganti, di solito in colori futuristici come nero, argento, grigio chiaro e bianco.[76][77] Durò dalla fine del 1999 fino alla fine del 2001.

#### Leisurewear

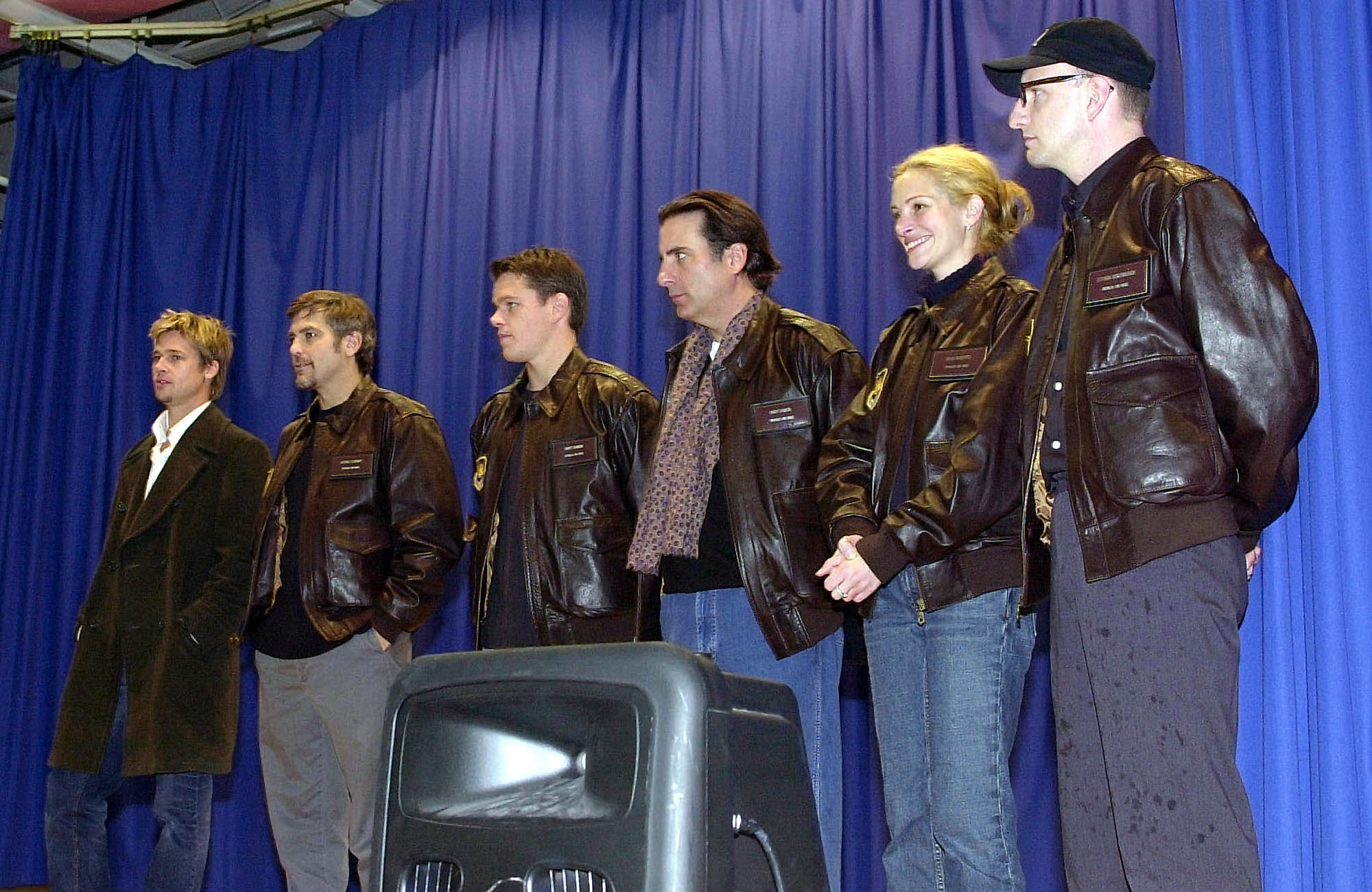
Brad Pitt, George Clooney, Matt Damon, Andy García, Julia Roberts e Steven Soderbergh indossano giacche di pelle marrone nel dicembre 2001.
Parte del cast del film del 2001, Ocean's Eleven alla base aerea di Incirlik, in Turchia.

- Dopo gli eventi dell'11 settembre, la moda è diventata più conservatrice, rinunciando agli stili futuristici di prima. Il denim strappato tornò di moda, con riflessi sabbiati, jeans smerigliati e baffature. Durante questa parte del decennio era di moda un jean a vita bassa, che si è sostituito in breve tempo agli stili a vita alta degli anni '90.[22]
- In generale, molte tendenze della moda dal 1995 in poi hanno continuato ad essere indossate nei primi anni del decennio. Le nuove tendenze nei primi anni 2000 includevano l'abbigliamento sportivo e militare[30], indossati come abiti di tutti i giorni. Ciò includeva tute,[26][78] polo di colore chiaro[79] (a volte a righe e con colletto spuntato), pantaloni cargo[25][80] (anche quelli fatti di lino durante i mesi più caldi),[81] pantaloni color kaki, jeans bootcut, pantaloni di velluto a coste,[82] e maglie da rugby.[83] Giacche trekking pratica (del tipo fatta da Berghaus), felpe, piumini e imbottiti in tartan boscaiolo tipo camicie sono stati indossati come outerwear inverno con marrone, grigio, bordeaux, ruggine, marrone o verde bosco dolcevita,[84] e dispari cappotti sportivi blu scuro, grigio pietra, beige o naturale che si allacciano con tre bottoni. Queste mode continuarono verso la metà e la fine degli anni 2000.
- Gli accessori da uomo dei primi anni 2000 includevano cinture bianche, occhiali da sole Aviator, cappelli da camionista,[28] infradito, scarpe oxford, calzini argyle (di solito indossati sopra il fondo della tuta), stivali Rockport, sneaker di marchi come Nike, Adidas e Puma, cappellini da baseball (con loghi di squadre di calcio, calcetto, basket e baseball),[85] e bracciali di silicone.[33]

#### Mode asiatiche
- Dal 2001 in poi, in Afghanistan, Pakistan, Francia e Italia, era comune per gli uomini portare questi capi: cappelli Astrakhan, kufi e pakol[86][87] In India, i tradizionali abiti maschili come il dhoti e il Lungi diminuirono la loro popolarità tra le giovani generazioni a favore di mode occidentali come i jeans Levi Strauss o Arvind Mills,[88][89] pantaloni cargo, pantaloncini, tute sportive,[90] e scarpe da ginnastica.

### Metà degli anni 2000 (2004-2006)

#### Revival degli anni '60

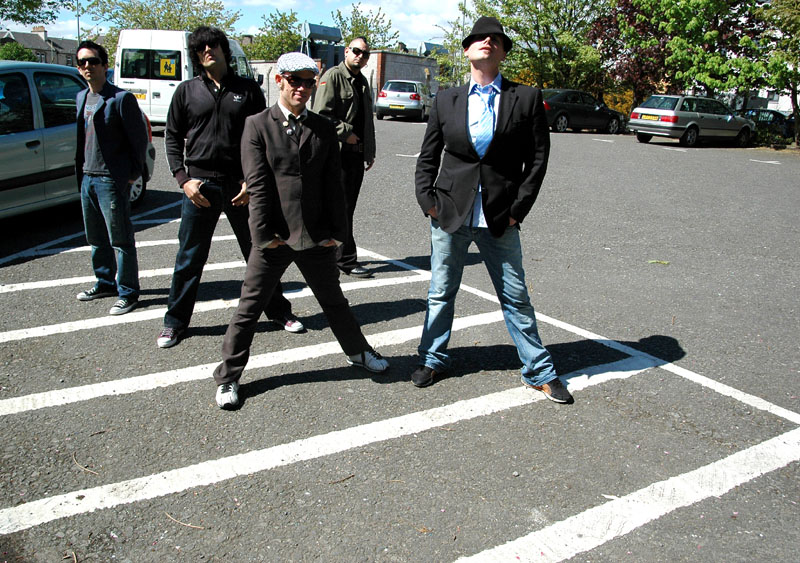
La band californiana Orson nel 2006 indossa abiti ispirati alla metà degli anni '60

- A metà degli anni 2000, hanno guadagnato popolarità le mode retrò ispirate all'indie pop inglese, ai gruppi revivalisti garage rock e alla cultura mod degli anni '60.[91] Dal 2004 al 2006, i capi di abbigliamento più comuni negli Stati Uniti e in Europa includevano jeans bootcut con lavaggio leggero, pantaloni a gamba larga, pantaloni cargo, pantaloncini cargo, camicie con disegni elaborati,[92] T-shirt rock vintage classiche, uniformi, camicie di paisley,[93] giacche sportive di velluto in stile mod, parka, giacche a vento[94] giacche di tweed e camicie stile anni '70[95] con bottoncini di perle[96] (rese popolari dalla band blues-rock White Stripes).

#### Ispirazioni per film retrò
- Nel 2004 la moda maschile è stata ispirata dai film degli anni '60 e '80, in particolare i film come Top Gun, Bullitt e Midnight Cowboy. Gli abiti derivati da questi film includevano camicie Henley, canottiere, felpe con cappuccio, pantaloni cargo,[97] magliette da football americano, giacche da aviatore, kaki, tute seersucker,[98] camicie occidentali, blazer e giacconi.[99]
- Gli accessori da uomo più famosi della metà degli anni 2000 includevano scarpe brogue nere,[100] stivaletti Steve Madden a punta quadrata, sneakers Adidas,[101] mocassini,  scarpe eleganti Oxford,[102] Converse All Stars, winklepickers (portato agli estremi da individui all'interno delle sottoculture cholo messicane e lowrider), infradito,[92] girocolli, collane a conchiglia, bracciali a conchiglia, gioielli di canapa, bracciali di beneficenza, cappelli da camionista e orecchini.

#### Abiti da lavoro
- Sul posto di lavoro nel Regno Unito, erano comuni gli abiti da ufficio gessati a tre bottoni neri, blu scuro o carbone, Nehru[103] o camicie con collo alla coreana[104] ispirate ai Beatles, mentre James Bond e film di fantascienza come Matrix, diventarono popolari dal 2003 al 2006. Negli Stati Uniti, gli uomini hanno preferito il look casual elegante, con camicie eleganti a righe viola,[105] pantaloni chino grigio antracite,[106] cardigan beige,[107] pullover Argyll, blazer in pelle nera o marrone,[108] e soprabiti sportivi pied de poule.[109]

### Fine anni 2000 (2007-2009)

#### Moda ispirata al passato
- Alla fine degli anni 2000, la moda degli anni '50[110] e degli anni '80 divenne popolare: giacche Letterman, giacche di pelle nera[111] come Perfecto, giacche a vento,[112] dashiki[113] o camicie hawaiane,[114] giacche da sci,[115] jeans slim e a sigaretta,[116] soprabiti di lana,[117] T-shirt Ed Hardy con scollo basso, colori neon ispirati alla scena rave,[118] camicie di flanella scozzese con maniche a rotolo indossate con magliette bianche, cardigan e maglioni con scollo a V.[119]
- Alla fine degli anni 2000, gli accessori comuni indossati dagli uomini includevano orologi retrò Patek Philippe, Casio G-Shock[120] e Rolex, Ray Ban Wayfarers e occhiali da sole Aviator[121] e occhiali con montatura in corno di ispirazione geek chic. Le calzature "must have" in Europa e in America includevano Sperry Top-Siders, Keds, stivali da moto, Nike Air Jordans,[122] modelli a scacchiera Vans e Converse All-Stars.[123]

#### Ed Hardy

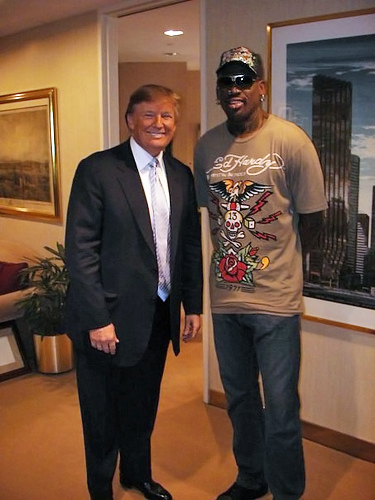
Dennis Rodman indossa una maglietta Ed Hardy e Donald Trump indossa un abito a due bottoni blu scuro nel 2009

- In quel periodo si cominciò ad accettare tatuaggi e pratiche di modificazione corporea, quindi magliette, cappellini da baseball e felpe con disegni di tatuaggi vintage[124] erano oggetti ricercati negli Stati Uniti, in Gran Bretagna e in India, dove venivano indossati con giacche di pelle nera, fibbie oversize, catene d'oro e scuro Jeans slim da celebrità trendsetter quali Jon Gosselin[125] o il cast di Jersey Shore.[126] T-shirt con scollo a V e felpe con stampa grafica diventarono popolari tra i giovani britannici, in contrasto con i marchi di stilisti con loghi di spicco precedentemente indossati dalla sottocultura chav. Le T-shirt Ed Hardy, spesso impreziosite da strass, erano di moda dalla fine del 2008 fino alla metà degli anni 2010, quando cadde in disgrazia a causa della loro popolarità non intenzionale[127]. Tra i giovani clubgoers stereotipato per essere teppisti, fighetti o Guidos.[128]

#### Abiti slim-fit
- Sul posto di lavoro europeo, il taglio degli abiti cambiò, poiché le tre giacche a bottoni popolari negli anni '90 furono sostituite con abiti ispirati agli anni '50 che comprendono un blazer a due bottoni e pantaloni abbinati[129] mentre negli Stati Uniti torno il completo da uomo.[130] Abiti europei monopetto a volte presentavano profili a contrasto in stile edoardiano sui risvolti e venivano spesso indossati con cravatte e gilet sottili.[131]

## Moda giovanile
La moda giovanile è stata fortemente influenzata da molte sottoculture musicali come emo, indie kids, scene kids, psychobilly, preppy, skater, goth, nu metal (noto come moshers nel Regno Unito), ravers e hip hop, tra cui il chav britannico, il rapper gangsta americano e gli stili Cholo messicani dei primi anni 2000.
Hip hop

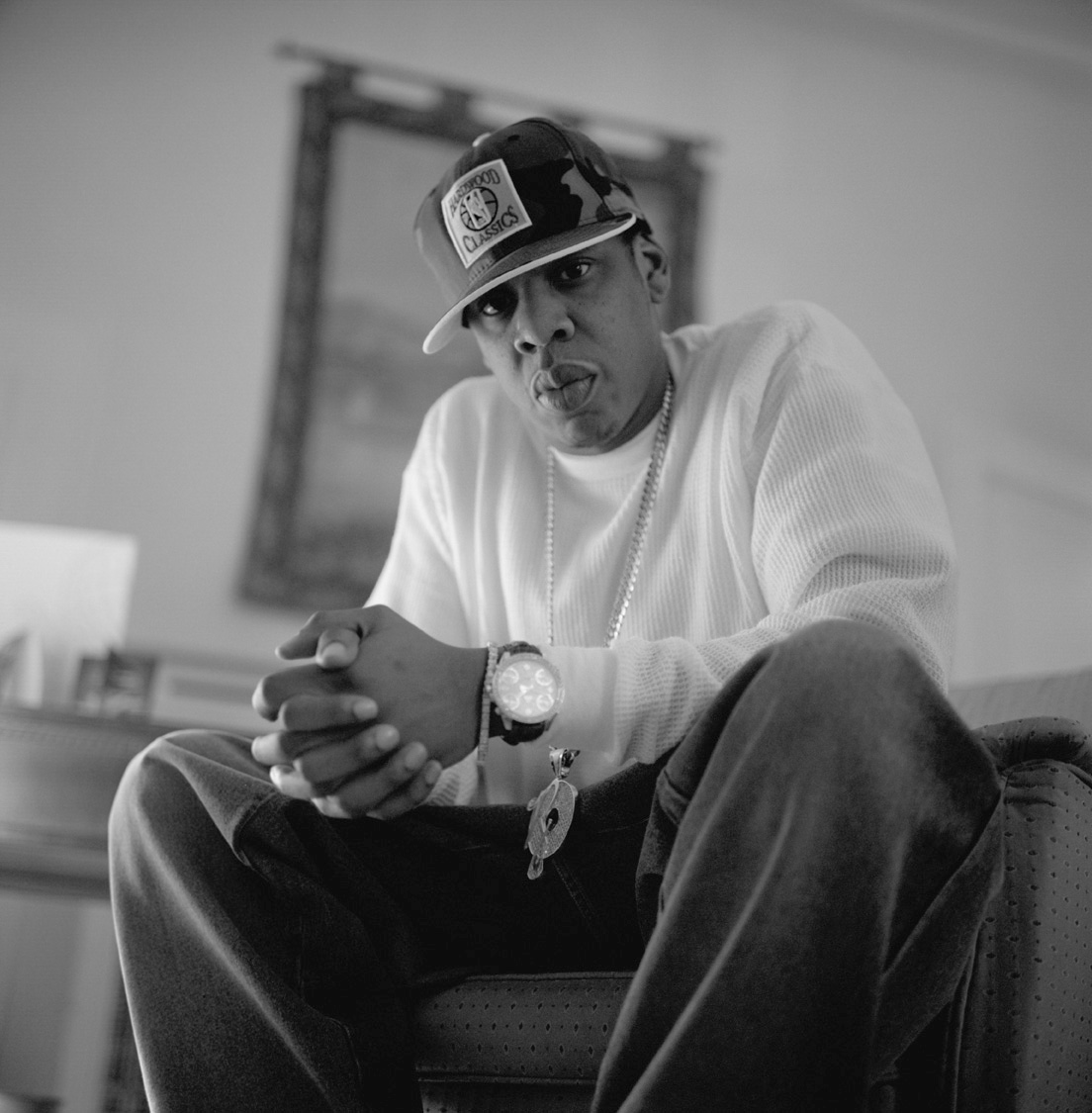
Il rapper americano Jay Z

- L'abbigliamento dei fan hip-hop americani ha subito un'evoluzione dai jeans larghi e cadenti dei gangster della fine degli anni '90 a un look più retrò alla fine del decennio.[136] Tra gli articoli di abbigliamento più diffusi vi erano jeans a gamba larga, giacche da baseball, Nike Air Jordans, tute da ginnastica, piumini foderati di pelliccia e cappelli da baseball a tesa piatta (spesso con l'etichetta del negozio).[137]
- Durante i primi anni del 2000, molti atleti e preppies imitarono lo stile di vita gangsta, evitando il look conservatore semi-formale degli anni 1980 e '90 a favore di gioielli d'oro, costosi abiti firmati, scarpe da ginnastica, jeans scuri e pantaloni della tuta .[138] Le ragazze ricche che si vestivano in questo modo erano conosciute come api regina e credevano che i loro abiti firmati fossero la chiave per essere popolari.[139]
- Un'altra sottocultura americana comune erano i cholos e Chicanos che portavano larghi pantaloni kaki, catene d'oro, t-shirt bianche, e capelli all'indietro o teste rasate a imitazione delle bande carcerarie messicane.[135]

Chavs e moshers
- All'inizio degli anni 2000, le sottoculture britanniche più comuni erano i chav e gli skate punk che avevano una rivalità tra loro (a volte violenta).[140] I Chavs preferivano mode hip hop come tute, Burberry berretti da baseball, scarpe Nike o Adidas bianche e abbigliamento sportivo a buon mercato, fatte da Reebok o Puma. I tagli di capelli più comuni includevano un quiff, un fauxhawk, un ciuffo con molto gel, o (per le ragazze) un lifting Croydon.
- Gli skater (soprannominati grebos o moshers ) avevano i capelli lunghi o dreadlocks e indossavano overshirt grunge di flanella e pantaloni larghi in quanto questi avevano meno probabilità di strapparli mentre praticavano skateboard .[141] Gli abiti popolari includevano magliette No Fear, cinture in tessuto, magliette a fascia, piastrine per cani, collane con denti di squalo, pantaloni cargo mimetici, jeans da carpentiere,[142] toque e guanti senza dita in colori scuri come il nero, verde oliva, bordeaux e blu scuro.[143] Dal 2001 al 2007, i marchi preferiti dai pattinatori britannici e dalle loro controparti americane includono Quiksilver, Inc., felpe con cappuccio Bape, Volcom, Element Skateboards, Billabong International Limited, Zoo York Skateboard Company, O'Neill, jeans Bullhead, sneaker Vans, Pacific Sunwear e Journeys.

Nu metal, rave e goth

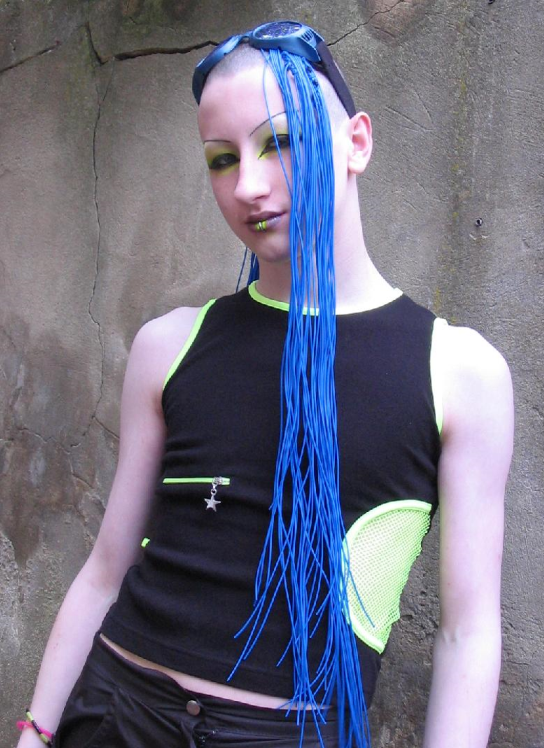
Un cybergoth con occhiali, capelli sintetici blu e testa rasata, 2005

- In America, le sottoculture comuni dei primi anni 2000 includevano i fan nu metal e goth che indossavano spolverini di pelle nera e pantaloni tripp.
- Nella subcultura rave, persistevano le tendenze della moda che si erano sviluppate negli anni '90. Alcuni preferivano capelli a punta e pantaloni corti, mentre i membri delle sottoculture cybergoth[144] e rivethead[145] optavano per teste rasate, dreadlocks al neon sintetici, camouflage, pantaloni di pelle attillati, catene, stivali con plateau,[146] piercing, tatuaggi sulle braccia, occhiali, corsetti, gonne in PVC o pelle e trench neri decorati con borchie metalliche.[147]

Psychobilly e rockabilly

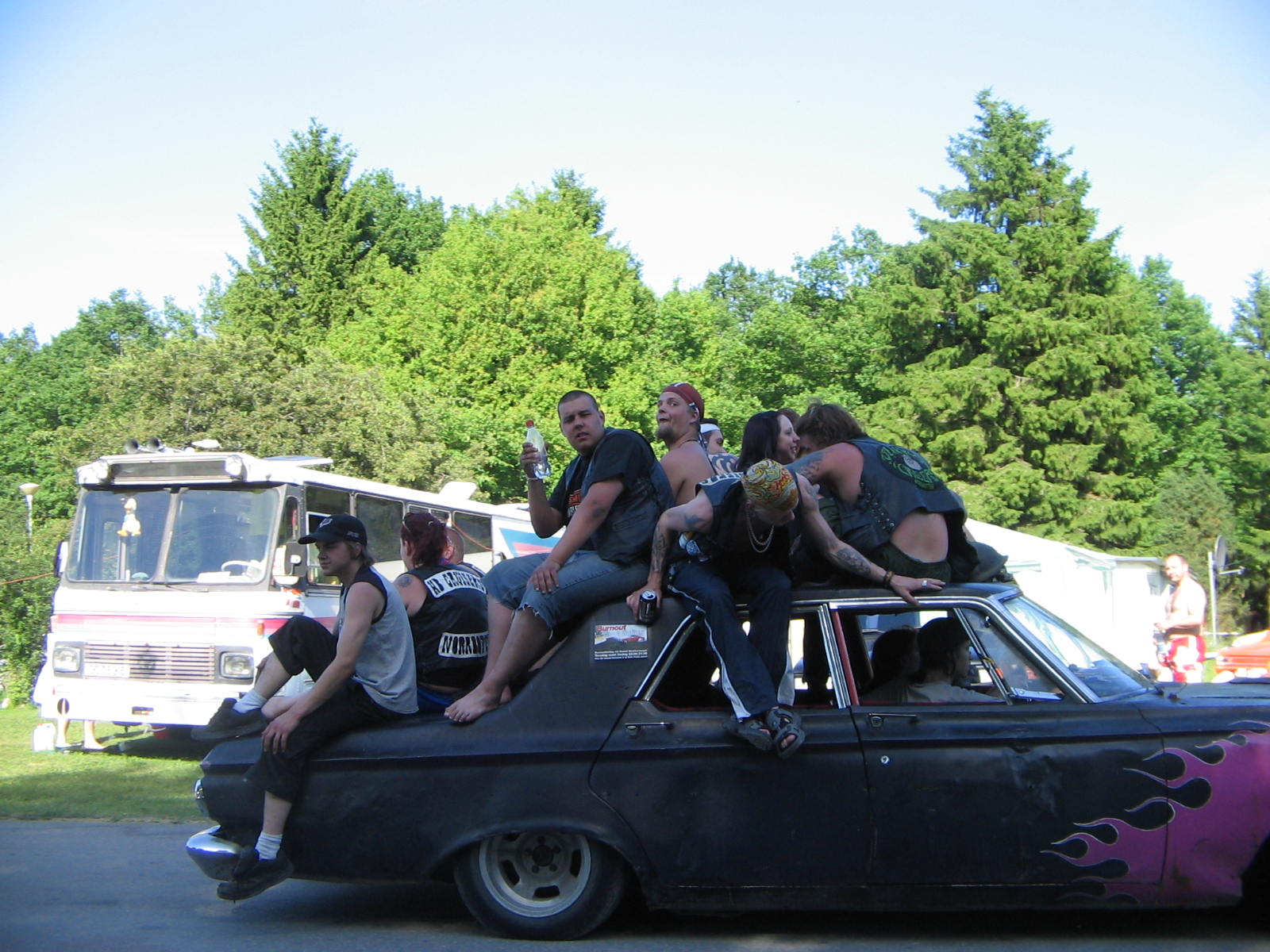
Raggare svedese, 2005.

- Dalla seconda metà degli anni 2000 in Scandinavia, Russia e Germania erano popolari: giacche di pelle nera, stivali da cowboy e jeans Levi tra le sottoculture hot rod, psychobilly e rockabilly. Le acconciature più comuni includevano la quiff, il pompadour e il psicobilly mohican.[148]
- Più tardi, nel decennio, è stato popolare per le donne a vestirsi come le ragazze pin-up degli anni 1950: abiti a pois, gonne a tubino, tubini, pantaloni capri, tacchi piattaforma, invece in stile 1940 si indossavano: sandali, lingerie come reggicalze, calze, bambolette, sottovesti, mutande e corsetti e tatuaggi (reali o falsi).[149] Questa tendenza, resa popolare da modelle come Dita Von Teese, ha reso popolare l'abbigliamento Ed Hardy[150] che è durata dal 2007 al 2012.[151]

Indie ed emo

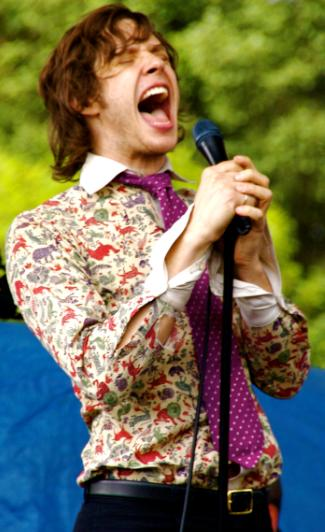
Il cantante rock indipendente Damian Kulash indossa abiti psichedelici ispirati agli anni '60, 2009

- Nel 2005 in Europa e Nord America diventano popolari le mode dell'indie pop, spingendo ad un revival della moda degli anni '60 e delle mode dell'Invasione britannica, abbigliamento vintage o di seconda mano,[152] e la divulgazione di mode attiviste come la kefiah .[153] Altre sottoculture, tra cui preppies americani e persino rapper come Kanye West, imitavano le mode indie[154] o le combinavano con elementi dello street style giapponese, come la moda di Harajuku e Lolita, resa popolare da Gwen Stefani.
- L'altro gruppo giovanile di spicco della metà degli anni 2000 erano i ragazzi emo, identificabili dalle loro felpe con cappuccio nere o viola, magliette con gruppi rock come Fall Out Boy, My Chemical Romance o Taking Back Sunday. Jeans skinny, morsi di serpente, gioielli in argento, e Vans con schema a scacchiera. I capelli erano sottili, piatti e lisci, con una frangia lunga e opaca (USA) o una frangia (Regno Unito), generalmente tinta di nero.[155]

Bambini di scena
- All'inizio del 2009 la sottocultura più numerosa era i "scene kids".[156][157] Nacquero in Gran Bretagna alla fine degli anni '90, quando alcuni membri della sottocultura chav iniziarono a sperimentare la moda alternativa,[158] incorporarono elementi di indie pop, emo,[159] e pop punk fashion e si diffusero in America e Australia nel metà degli anni 2000.[160] Lo stile, originariamente composto da pantaloni tripp, strisce, tartan, capelli a punta, Chucks, Vans e cappelli da camionista, derivati dalla moda grunge e skate punk, si è evoluto per incorporare capelli androgini, arruffati, piatti e dritti a volte tinti di colori vivaci, jeans attillati,[161] felpe con stampa di cartoni animati, promise ring,[162] camicie a quadri e molti colori vivaci.[163] Il nome era originariamente derivato da "scene queen", un termine dispregiativo all'interno della scena glam rock degli anni '70 per un musicista eterosessuale che fingeva di essere gay e in seguito si applicava ai poser all'interno delle sottoculture goth, heavy metal e punk del Regno Unito.[164]

## Tendenze di bellezza anni 2000

### Acconciature

#### Donne

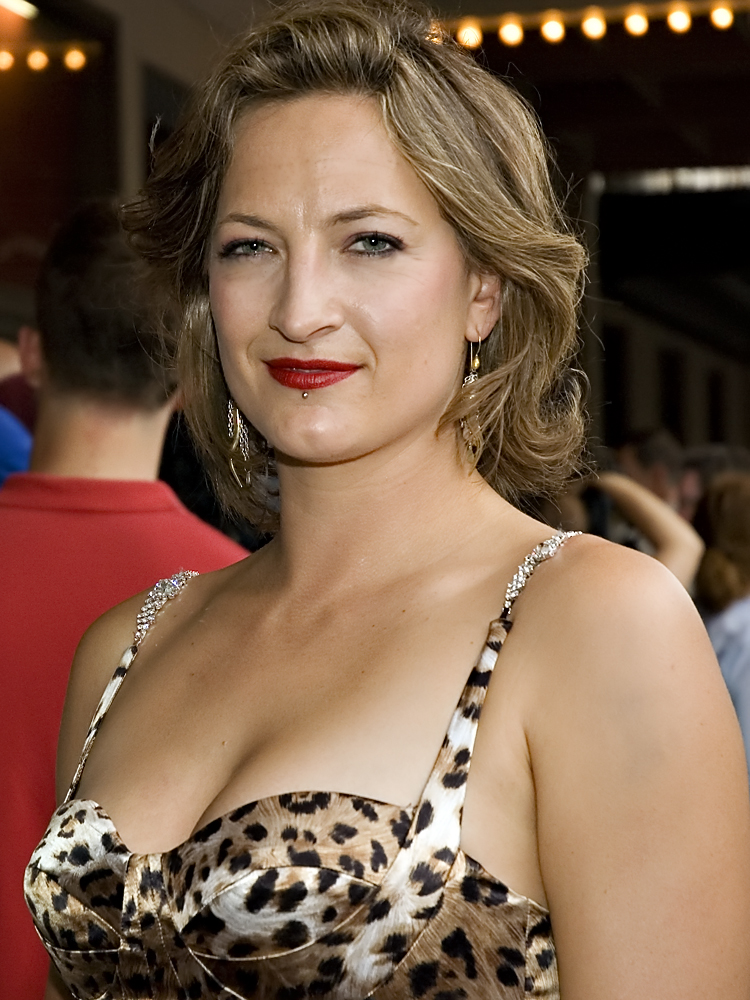
Nel 2006 Zoë Bell sfoggia un'acconciatura di media lunghezza e sfumature miste

All'inizio degli anni 2000, i capelli delle donne erano spesso lunghi e lisci. I primi anni 2000 presentavano una "divisione a zig-zag", in cui la riga all'attaccatura dei capelli ha la forma a zig-zag. Le lunghezze dei capelli variavano da sotto i lobi delle orecchie a sotto le spalle. Dal 1995 al 2008 i colori più utilizzati erano chiaroscuri fatti di biondo, rosso e marrone chiaro. Nel 2000, si tendeva ad avere riflessi luminosi e morbi per un look "baciato dal sole". I primi anni 2000 hanno anche continuato il revival dell'acconciatura di Farrah Fawcett alla fine degli anni '90. I capelli ricci erano popolari all'inizio e alla metà degli anni 2000.
Per le donne nere, cornrows, dreadlocks e ricci erano popolari fino alla fine degli anni 2000, quando divennero popolari le versioni edulcorate dell'Afro, l'arricciatura Jheri e tagli pixie corti, grazie anche ad artisti come Janet Jackson e Rihanna. Un'altra acconciatura popolare durante il decennio è stata la treccia, ringiovanita da artisti del calibro di Alicia Keys e Lauren Conrad.
A metà degli anni 2000, molte donne preferivano il taglio bob, così come la sua versione più lunga, il bob lungo o "lob". Verso la fine degli anni 2000, è diventato fuori moda la riga al centro.
Alla fine degli anni 2000, le donne preferivano tingersi i capelli di nero, come Katy Perry o Amy Winehouse con la sua acconciatura alveare. I capelli testurizzati con volume, i capelli mossi naturali e il taglio bob sono diventati popolari dal 2007 in poi sia in Gran Bretagna che negli Stati Uniti. Nel 2009, molte donne hanno cercato di imitare l'acconciatura che Kate Gosselin aveva quell'anno. Questo look è finito per essere solo una moda passeggera. Altre tendenze popolari della fine degli anni 2000 includevano fasce per la testa e scrunchies, code di cavallo laterali e trecce su un lato della testa.

#### Uomini
Per gli uomini europei di età compresa tra 25 e 40 anni, all'inizio degli anni 2000, erano alla moda acconciature più corte che di solito assumevano la forma di un ciuffo, così come capelli a spillo e fauxhawk per uomini di età compresa tra 18 e 30 anni.
Tra il 2003 e il 2006 nel Regno Unito erano popolari i capelli lunghi e spettinati di mod o surfer. Dal momento che molte band si allontanarono dal punk rock e dal rap metal in favore di un suono indie o garage rock ispirato agli anni '60, lanciato da gruppi come The Strokes, Jet, The Killers, The Hives, The Vines, Coldplay e The White Stripes. Queste acconciature hanno gradualmente sostituito i capelli spettinati, popolari dalla fine degli anni '90 tra celebrità americane come Tom Cruise, Jim Adkins di Jimmy Eat World, Alex Band, Jason Wade, Mehmet Okur e Hanno Möttölä.
Verso la fine degli anni 2000, molti giovani britannici optarono per un'acconciatura ispirata agli anni '50, utilizzando la pomata. In Europa e Nord America divennero popolari acconciature rasate e calve insieme a barbe, baffi, stoppie, basette e il pizzetto, in reazione al look effeminato metrosexual di inizio e metà degli anni 2000.

#### Bambini e ragazzi

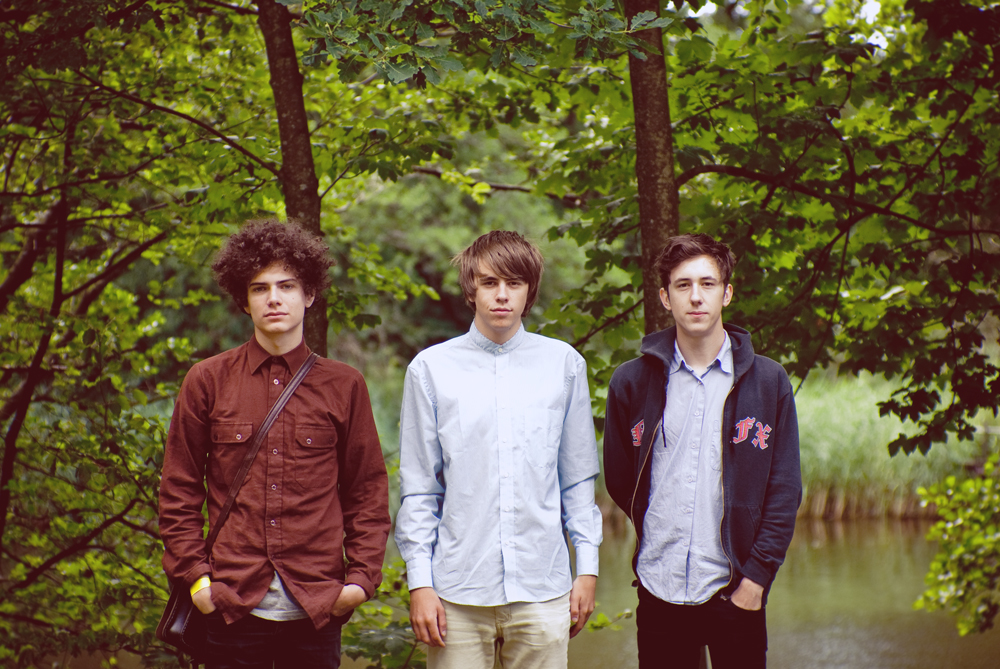
Adolescenti svedesi che portano tipiche acconciature maschili della fine degli anni 2000, 2008

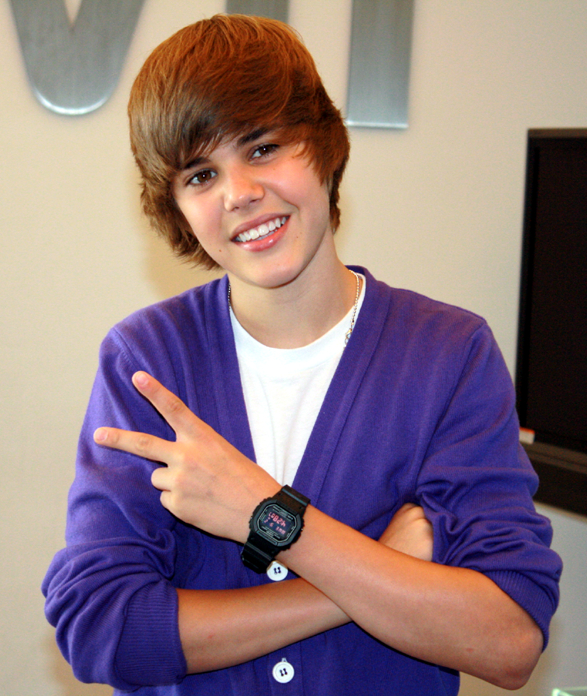
Taglio di capelli portato dal cantante Justin Bieber nel 2009.

Per i ragazzi, nei primi anni 2000 erano popolari tagli di capelli corti come il quiff, il buzzcut, curtains, crew cut, and Caesar cut. Le ragazze preferivano le extension lisce e le luci forti. Alla fine degli anni '90 e all'inizio degli anni 2000, i fermagli per capelli a farfalla e i capelli arricciati sono diventati estremamente popolari per i preteens e le ragazze adolescenti.
A metà degli anni 2000, gli adolescenti iniziarono a portare tagli più lunghi, soprattutto nel Regno Unito e in America, incluso il "wings haircut", influenzato dalla sottocultura Mod degli anni '60 e dalle star pop indie britanniche. Le acconciature delle adolescenti subirono pochi cambiamenti, essendo sostanzialmente le stesse dai primi anni 2000. I capelli ricci divennero meno popolari in Gran Bretagna per lasciar spazio ai capelli lisci. I capelli erano spesso legati in una coda di cavallo.
Nel 2009, l'androgino Harajuku ha ispirato le acconciature di scena (spesso tinte di colori vivaci) e l'eyeliner: prima in Giappone e poi negli Stati Uniti e in Europa. In alternativa alle acconciature di scena, molte ragazze adolescenti negli Stati Uniti e in Australia hanno optato per un'acconciatura preppy che comprendeva: capelli lunghi, lisci, frangia regolare e laterale e una parte laterale, mentre i ragazzi indossavano capelli skater . Molte ragazze indossavano fasce per la testa e scrunchies ispirati agli anni '80 con una coda di cavallo laterale o una treccia francese che cadeva su una spalla.

### Tendenze trucco e cosmetica
Nell'anno 2000 il make up era glitterato, ispirato dalla Y2K della fine degli anni '90. Con la svolta del millennio, l'idea era che le donne avessero uno stile futuristico e spaziale. Un'alternativa per coloro che non amavano i colori metallizzati era una combinazione di colori viola e marrone. Il lucidalabbra era più popolare del rossetto. Entro la stagione primavera / estate del 2001, questo look è stato messo da parte a favore di uno stile più naturale. Tuttavia, la popolarità dei colori glitter è continuata. Nel 2002, il trucco minerale è entrato nel mainstream con Bare Minerals, un prodotto di Bare Escentuals. Ciò ha aumentato la tendenza del trucco naturale ed è diventato lo standard degli anni 2000. Nel 2004, il glitter era scomparso.
Verso il 2005/06, il trucco tornò in stile retrò degli anni '40, con labbra rosse brillanti e occhi di gatto. A metà e fine degli anni 2000, il lucidalabbra rimase popolare e emerse lo "Smoky Eye", con maggiore enfasi su eyeliner, mascara e ombretto. Un'altra tendenza emergente è stata un approccio più naturale "less is more" al trucco nello stesso periodo. Sempre verso la seconda metà del decennio, c'è stata una crescente enfasi sulle carnagioni perfette, l'illuminante e prodotti shimmer divennero oggetti "must-have". Alla fine degli anni 2000, c'era una mania per le ciglia finte, avviata da Lady Gaga. Ciò ha comportato la colorazione delle ciglia, estensioni e ciglia finte. Gli stili di trucco sono diventati più semplici e più individualistici con l'ascesa dei video di How-to su YouTube.

### Cura del corpo
L'anno 2000 la pelle era del colore naturale e non c'erano molte tendenze per la cura del corpo oltre all'aumento della depilazione, dello sbiancamento dei denti e delle creme anti-invecchiamento. Nell'estate del 2001, la tendenza dell'abbronzatura finta è entrata nel mainstream per tutti i sessi, spinta da Jennifer Lopez e Christina Aguilera. Ciò includeva sia autoabbronzanti che spray abbronzanti. Nel 2002, il botox fu approvato per uso pubblico e divenne molto popolare. Nel 2009, la finta abbronzatura era passata di moda a favore di una carnagione pallida, ispirata al film di Twilight.
Gli anni 2000 hanno continuato la tendenza unisex della ceretta bikini iniziata negli anni '90. Sebbene la ceretta in generale fosse popolare tra le donne da diversi anni, è stato negli anni '90 che la depilazione completa del corpo maschile è diventata comune. Essendo considerata tanto suggestiva che indecente negli anni '90, la ceretta maschile divenne onnipresente a causa della tendenza metrosexual all'inizio e alla metà degli anni 2000. Anche durante questo periodo, era popolare avere un viso completamente rasato, come se si volesse sembrare minorenne. La depilazione maschile è diminuita alla fine degli anni 2000.

### Tatuaggi e piercing

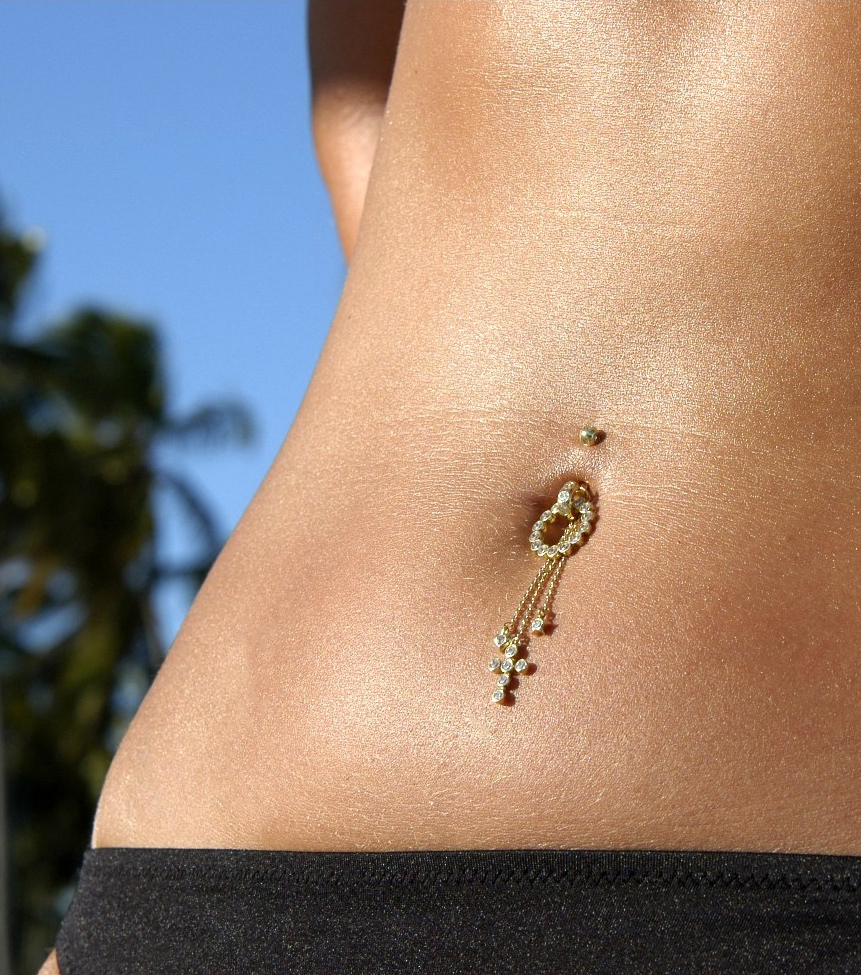
I piercing all'ombelico furono popolari dal 1995 fino alla metà degli anni 2000.

Gli anni 2000 hanno continuato la tendenza di tatuaggi e piercing tra tutti i sessi che era iniziata negli anni '90. I tatuaggi ordinari in Europa, Australia, Hong Kong, e Nord America includevano la zona lombare della schiena, nella prima metà del decennio presero piede i tatuaggi tribali sulle braccia, mentre dal 2007 divennero famose le parole sanscrite indù o Kanji cinese. I tatuaggi della vecchia scuola raffiguranti cuori, teschi, fiori o figure femminili erano considerati fuori moda e non sofisticati per gran parte del decennio, specialmente tra le donne. Tuttavia, questi tornarono nel 2008 contemporaneamente agli accessori Ed Hardy e divenne popolare l'aspetto della ragazza pin-up.
All'inizio degli anni 2000, i piercing all'ombelico raggiunsero il loro apice, così come i piercing alla lingua. Altri piercing popolari nel corso del decennio includono piercing al labbro, alla narice, al capezzolo e al sopracciglio. Piercing e tatuaggi hanno raggiunto l'apice della loro popolarità durante la metà degli anni 2000 ma rimasero famosi tra i giovani fino agli anni 2010.

## Galleria d'immagini
Una selezione di immagini relative al periodo. 

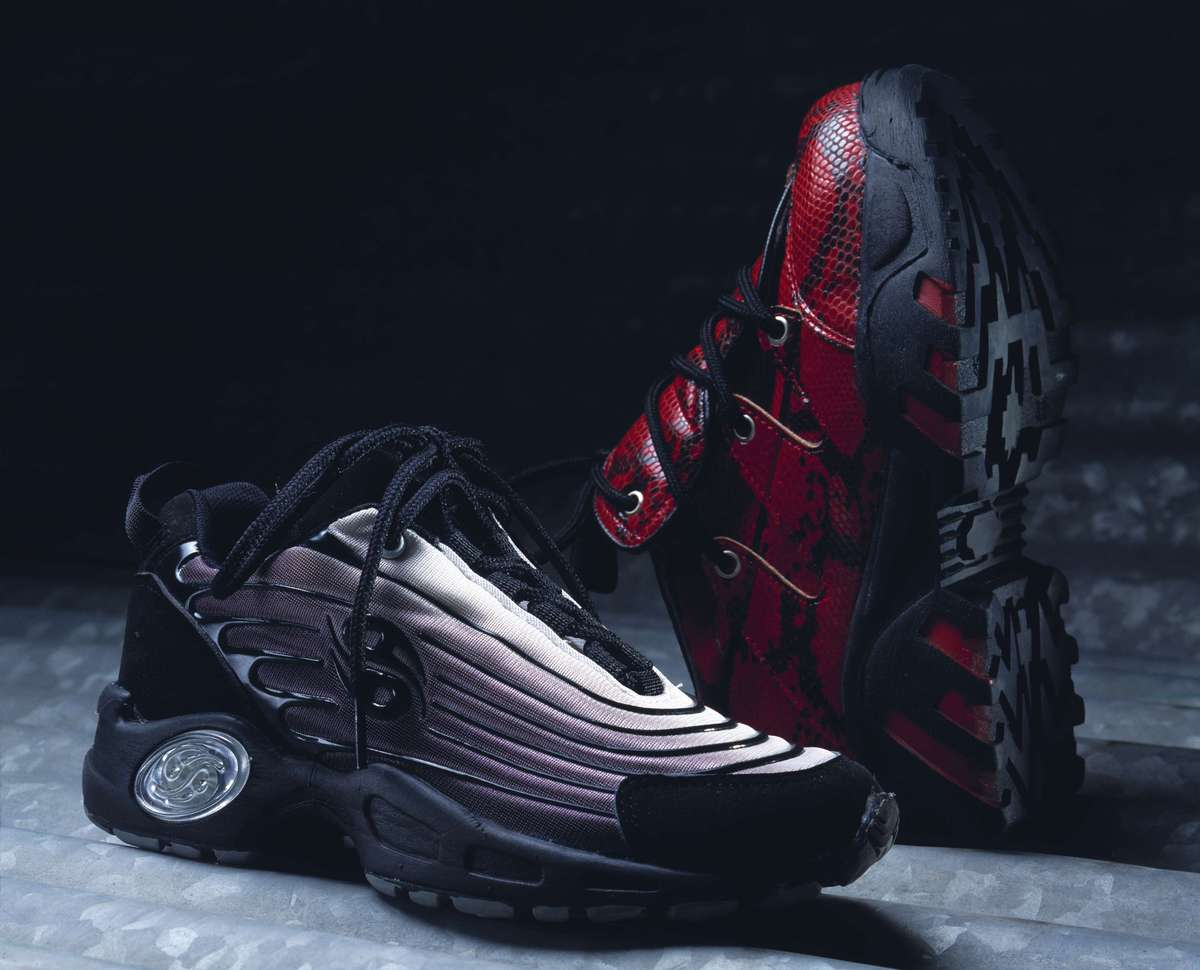
Sneakers dei primi anni 2000.
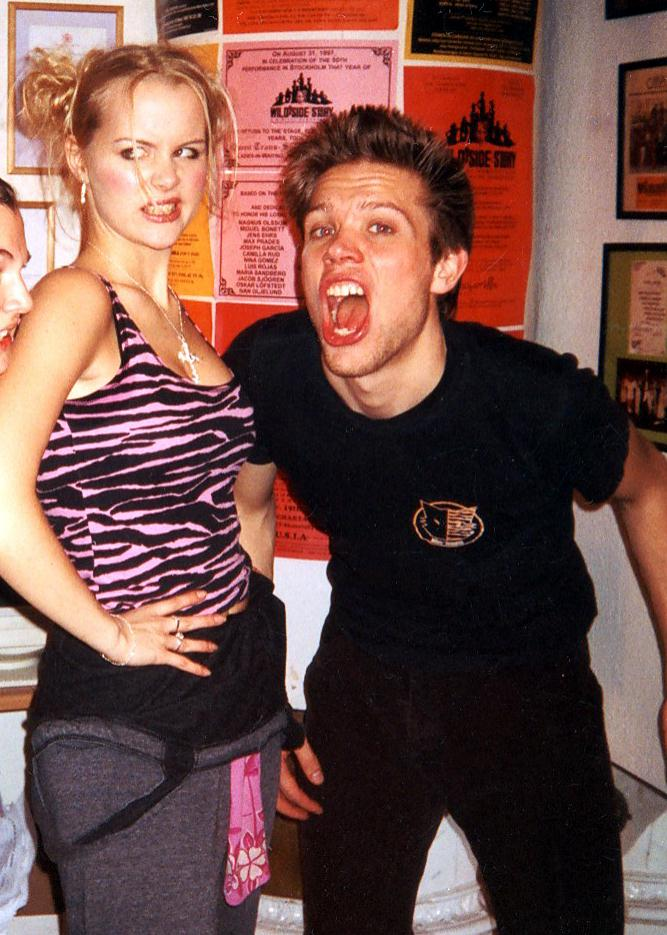
Gli attori svedesi nel 2002 sfoggiano acconciature dei primi anni 2000.
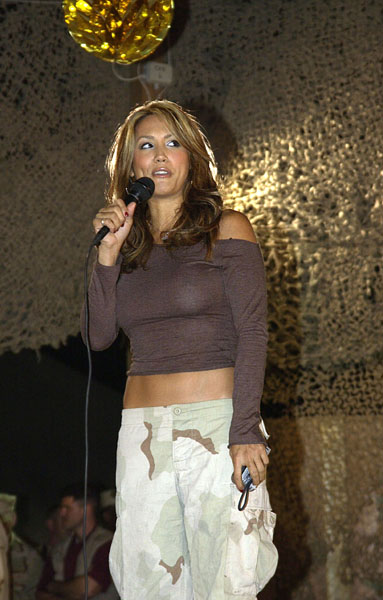
Leeann Tweeden, 2003, indossa un top con spalle scoperte e pantaloni cargo.
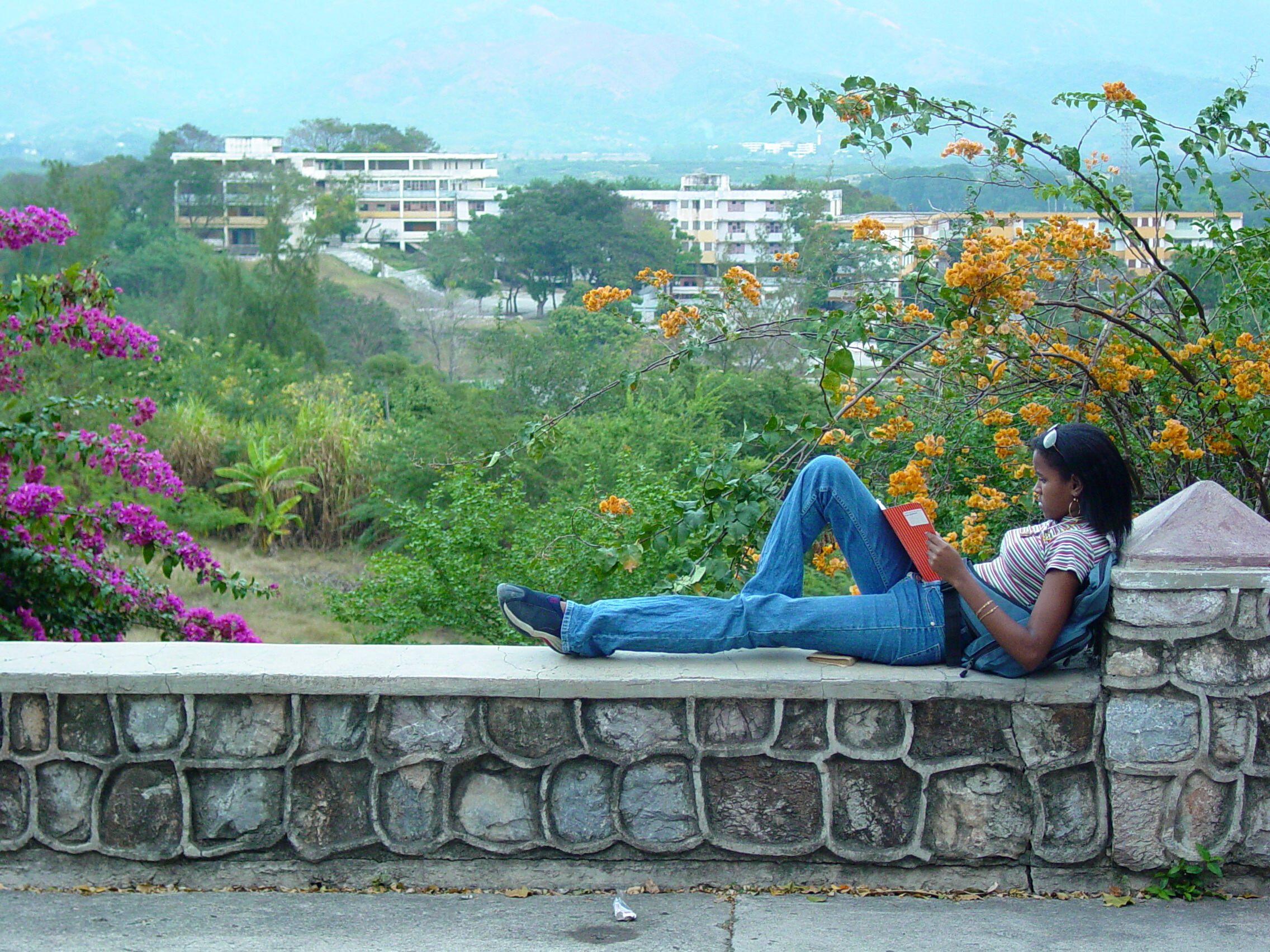
Giovane donna nel 2003 che indossa una camicia a righe orizzontali e jeans a stivaletto.
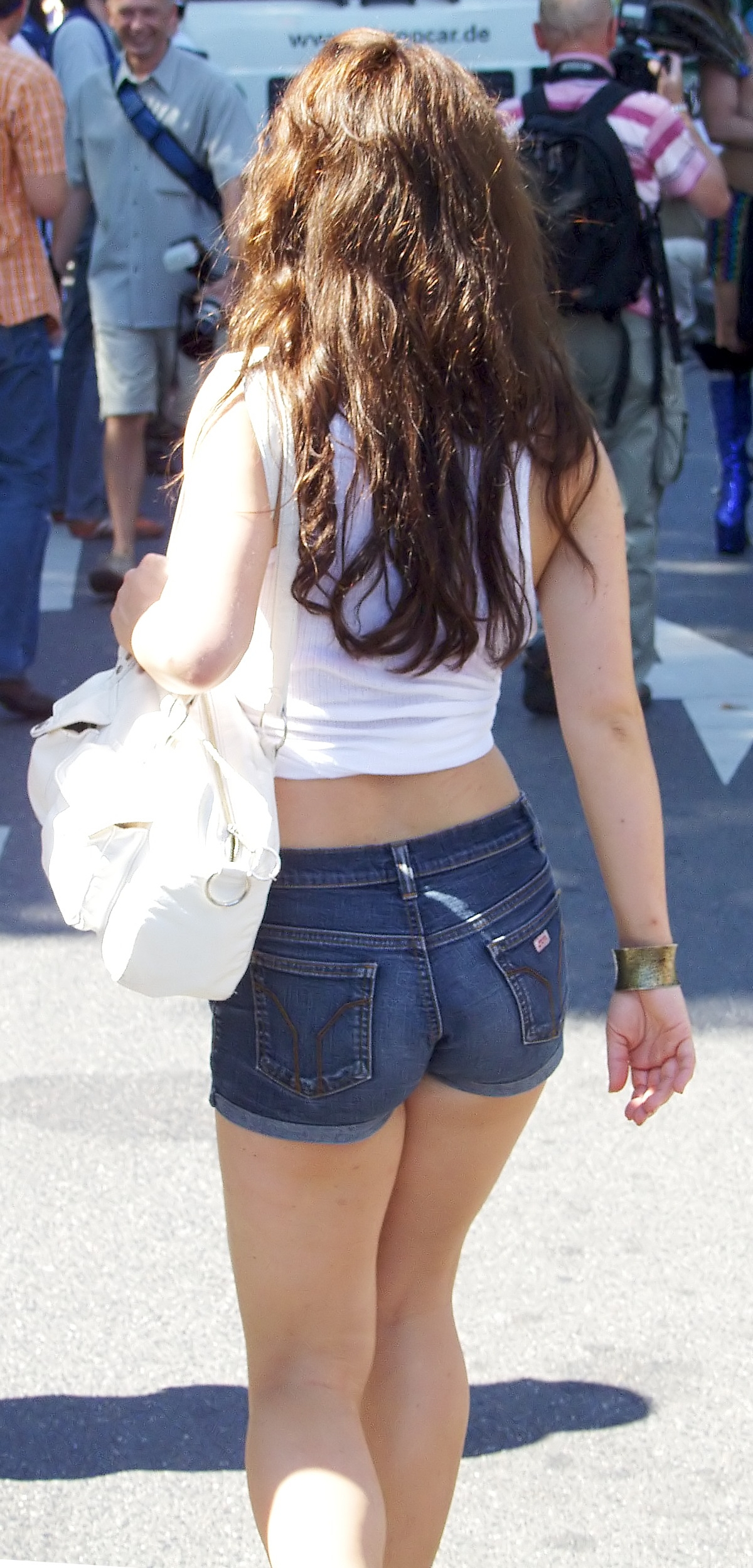
Donna tedesca che indossa pantaloncini jeans, popolare dal 2001 al 2008.
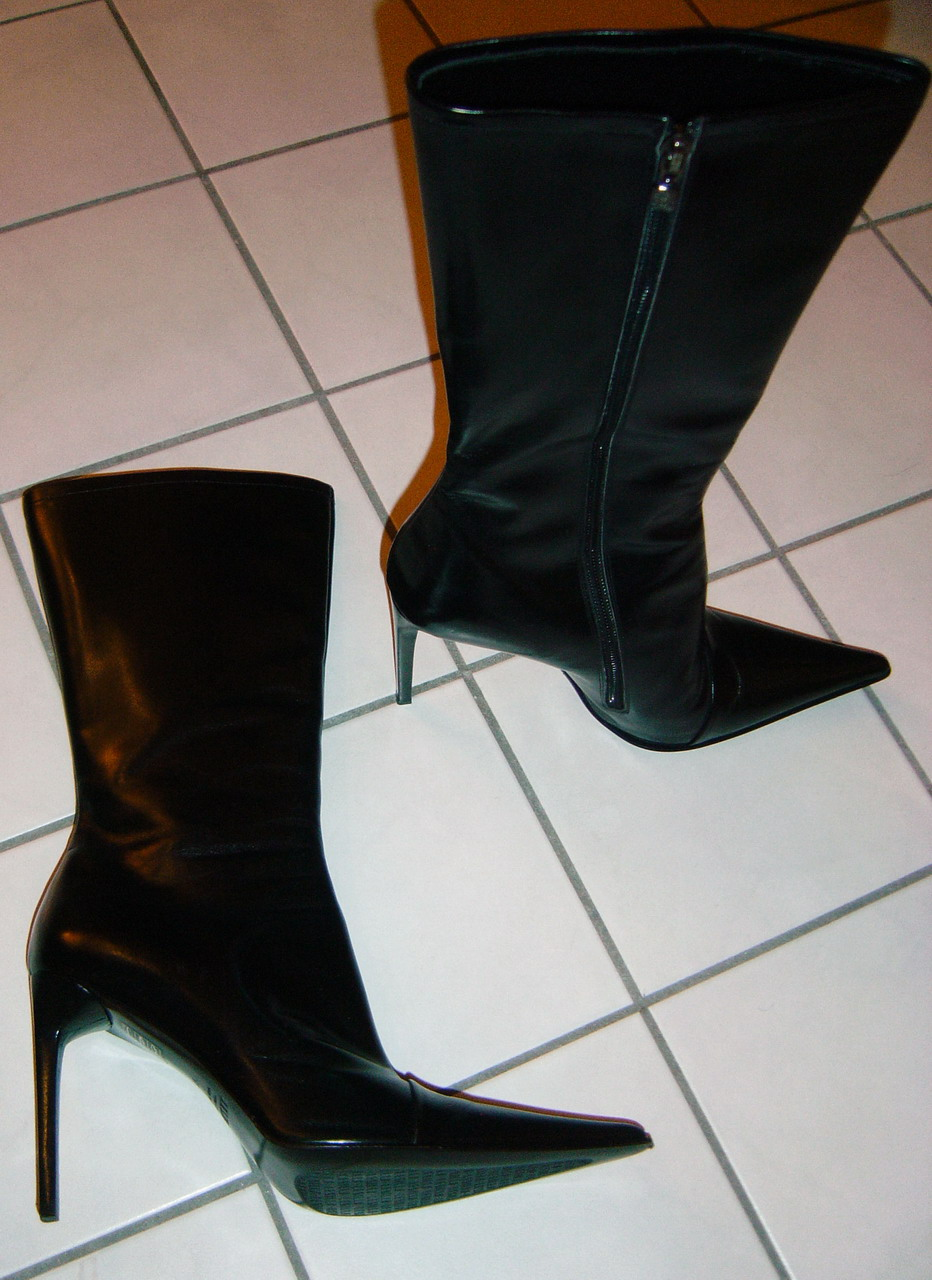
Stivali e scarpe con punta a punta erano popolari tra tutti i sessi per la maggior parte degli anni 2000.
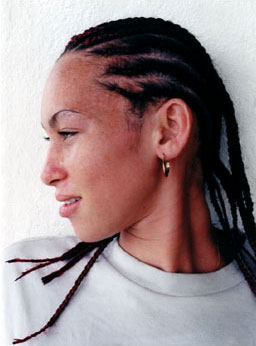
Donna giamaicana con treccine, 2002.
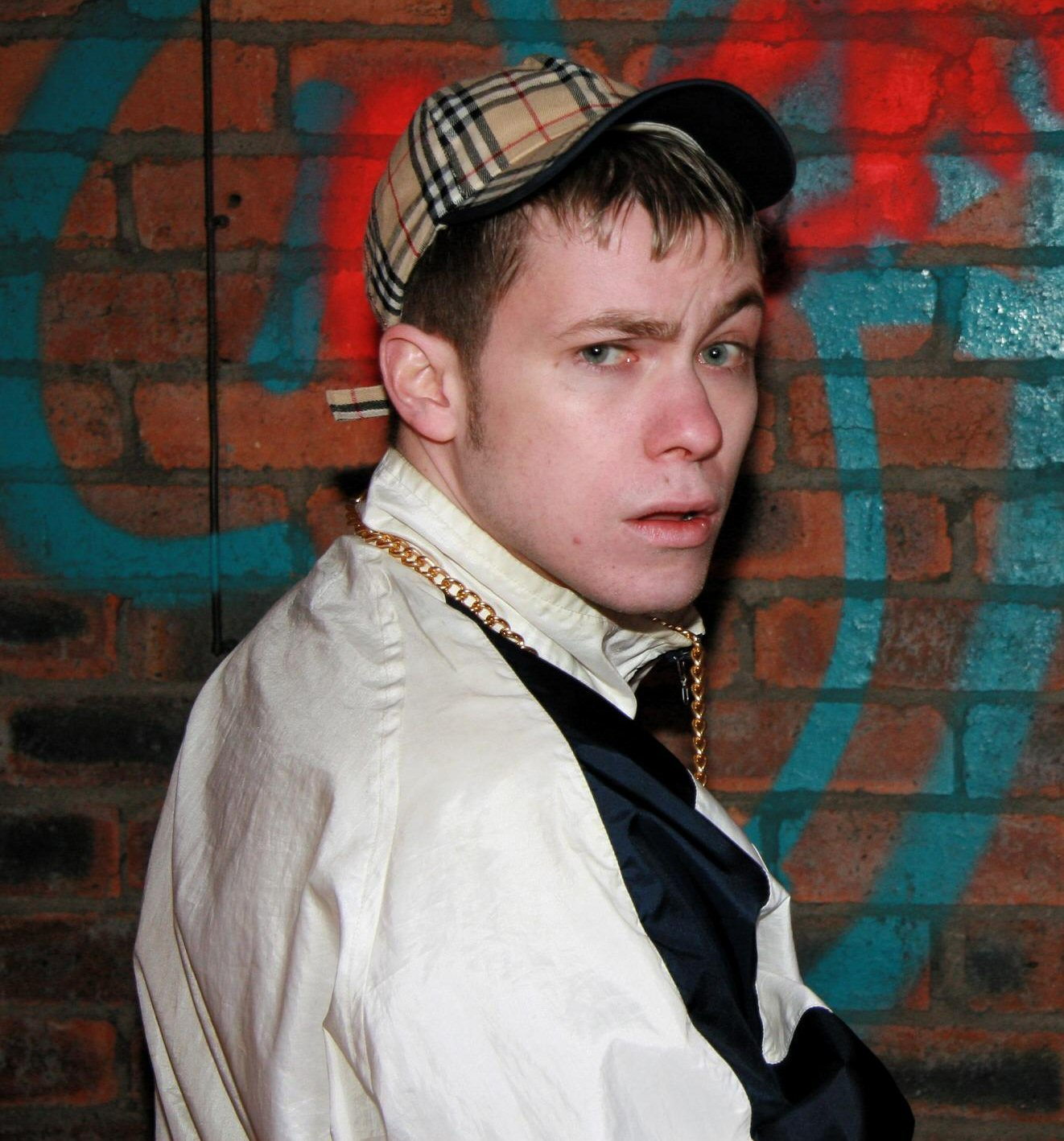
" Chav" indossa tuta e cappellino da baseball.
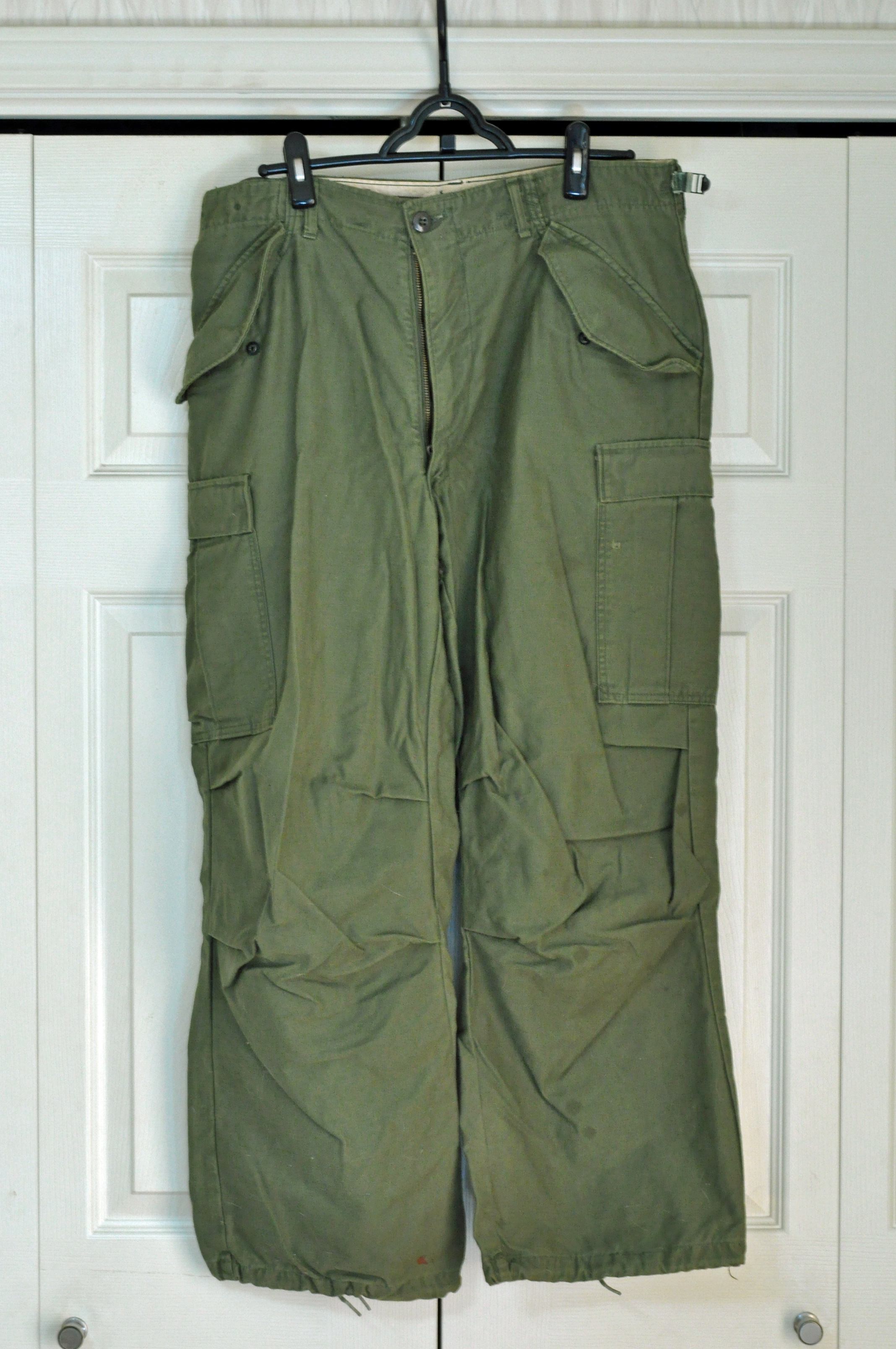
I pantaloni cargo erano una tendenza unisex popolare all'inizio e alla metà degli anni 2000.
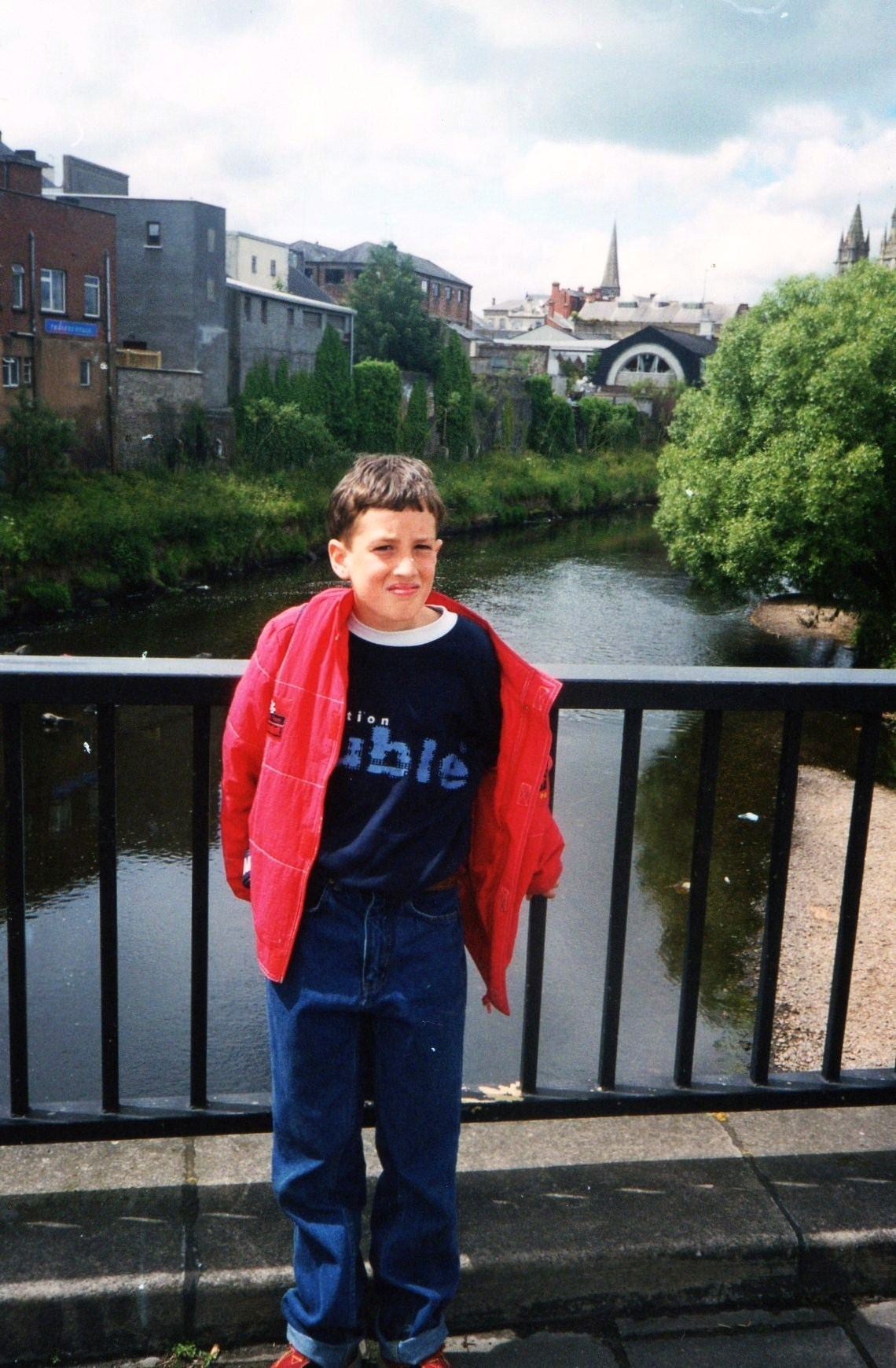
Moda giovanile irlandese, primi anni 2000.
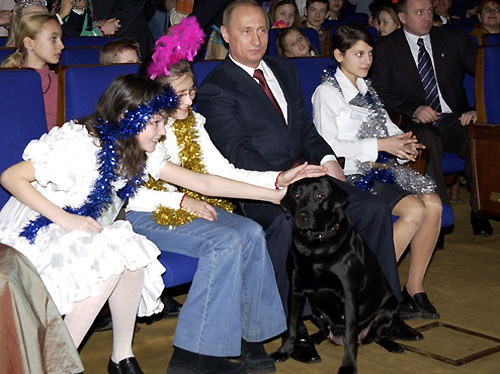
I jeans svasati della fine degli anni '90 sono rimasti di moda all'inizio e alla metà degli anni 2000.
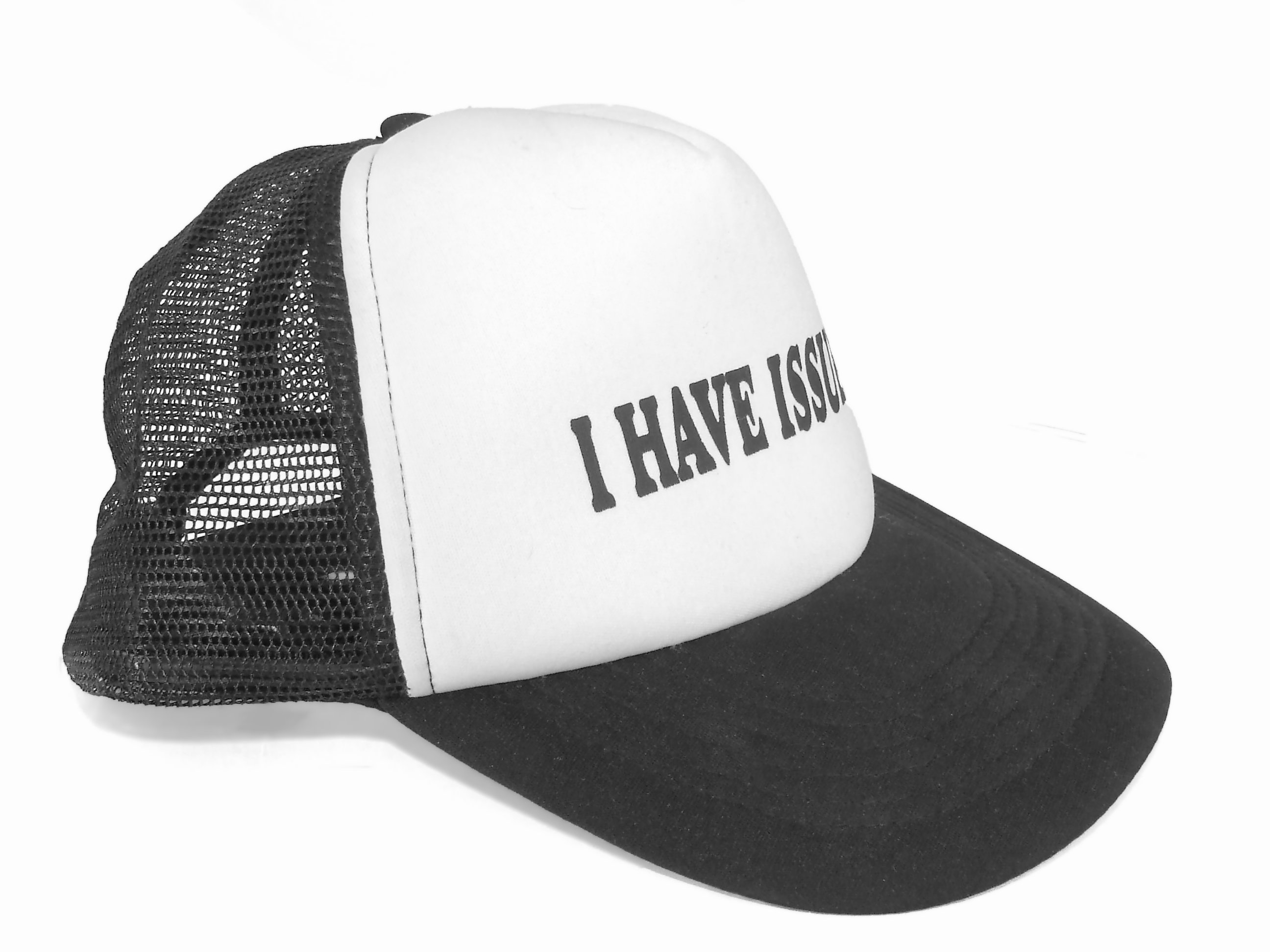
I cappelli da baseball sono diventati popolari all'inizio e alla metà degli anni 2000.
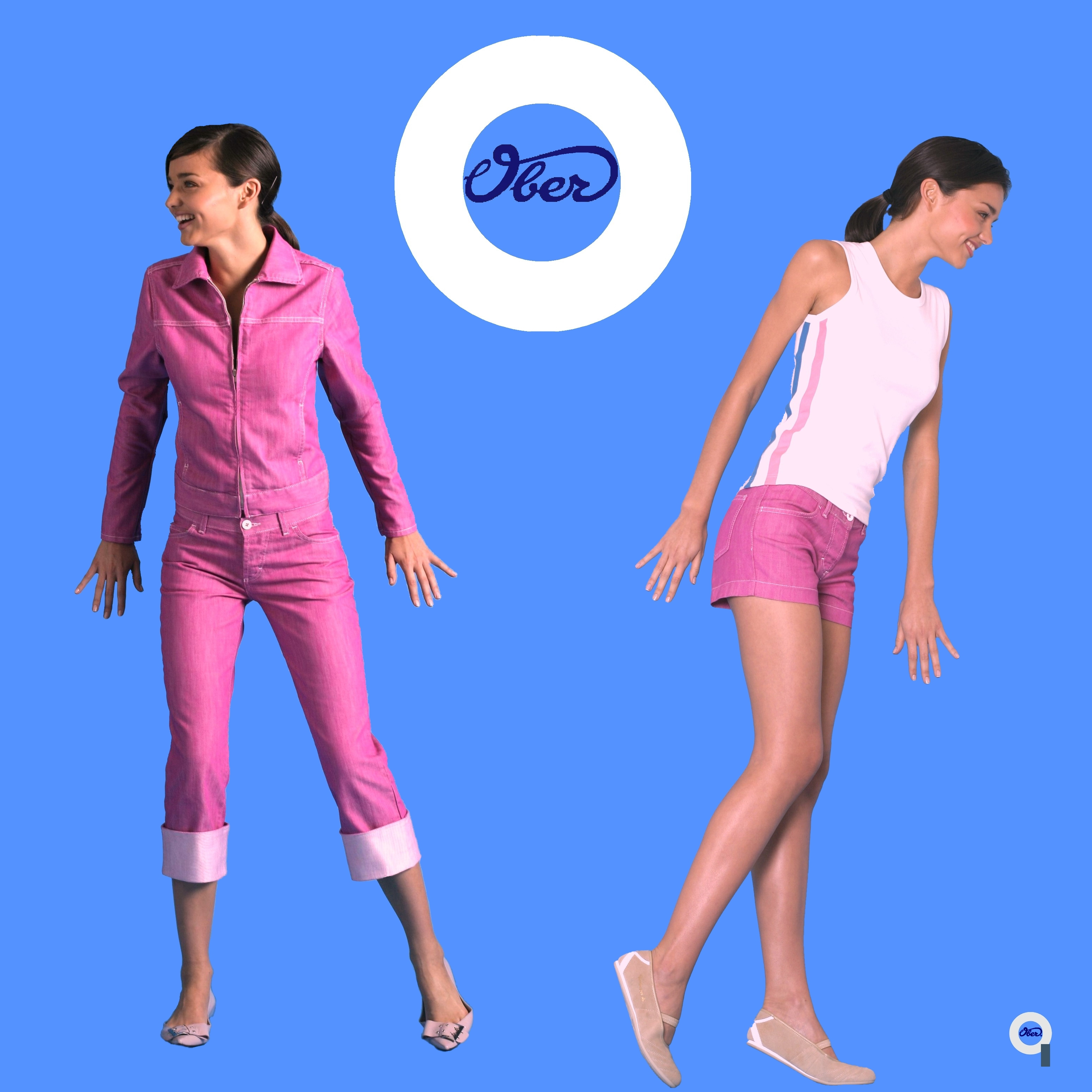
Miranda Kerr nel 2004 modella per Obar Jeans.
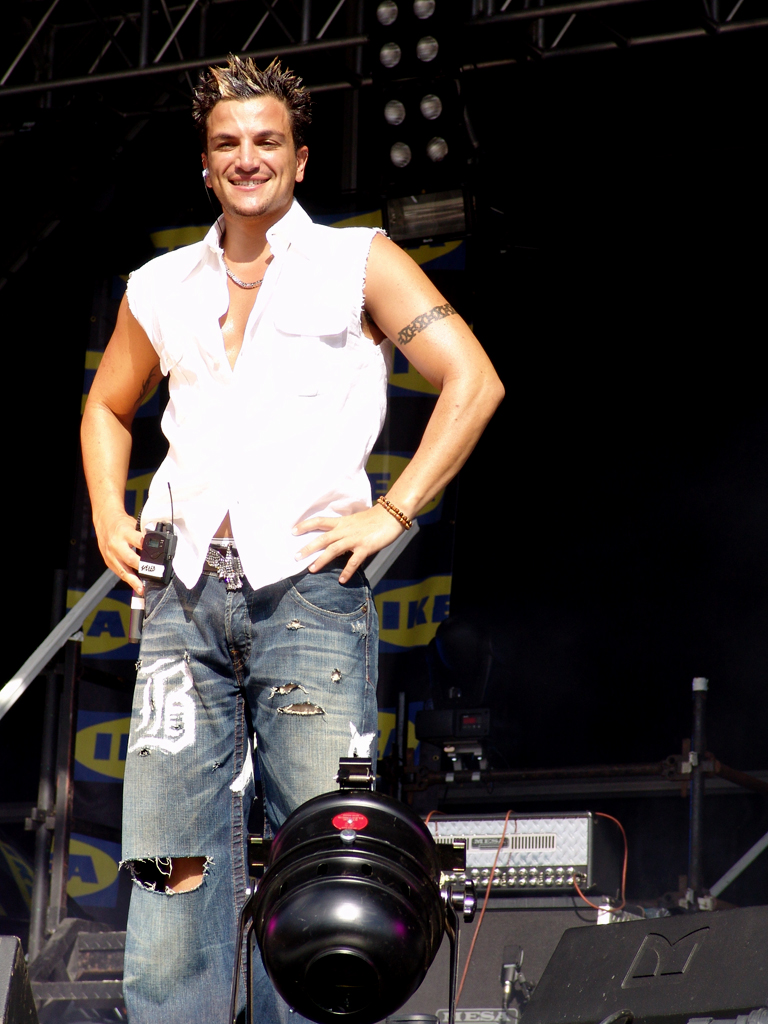
Il cantante inglese-australiano Peter Andre nel 2004 indossa jeans larghi strappati e sabbiati influenzati dalla moda da surfista e hip-hop.
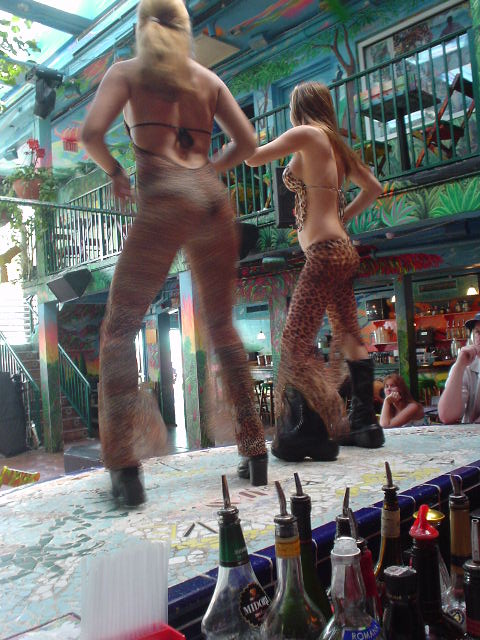
Florida, ragazze che ballano su un bancone indossando stivali con plateau e abiti con stampe animalier.
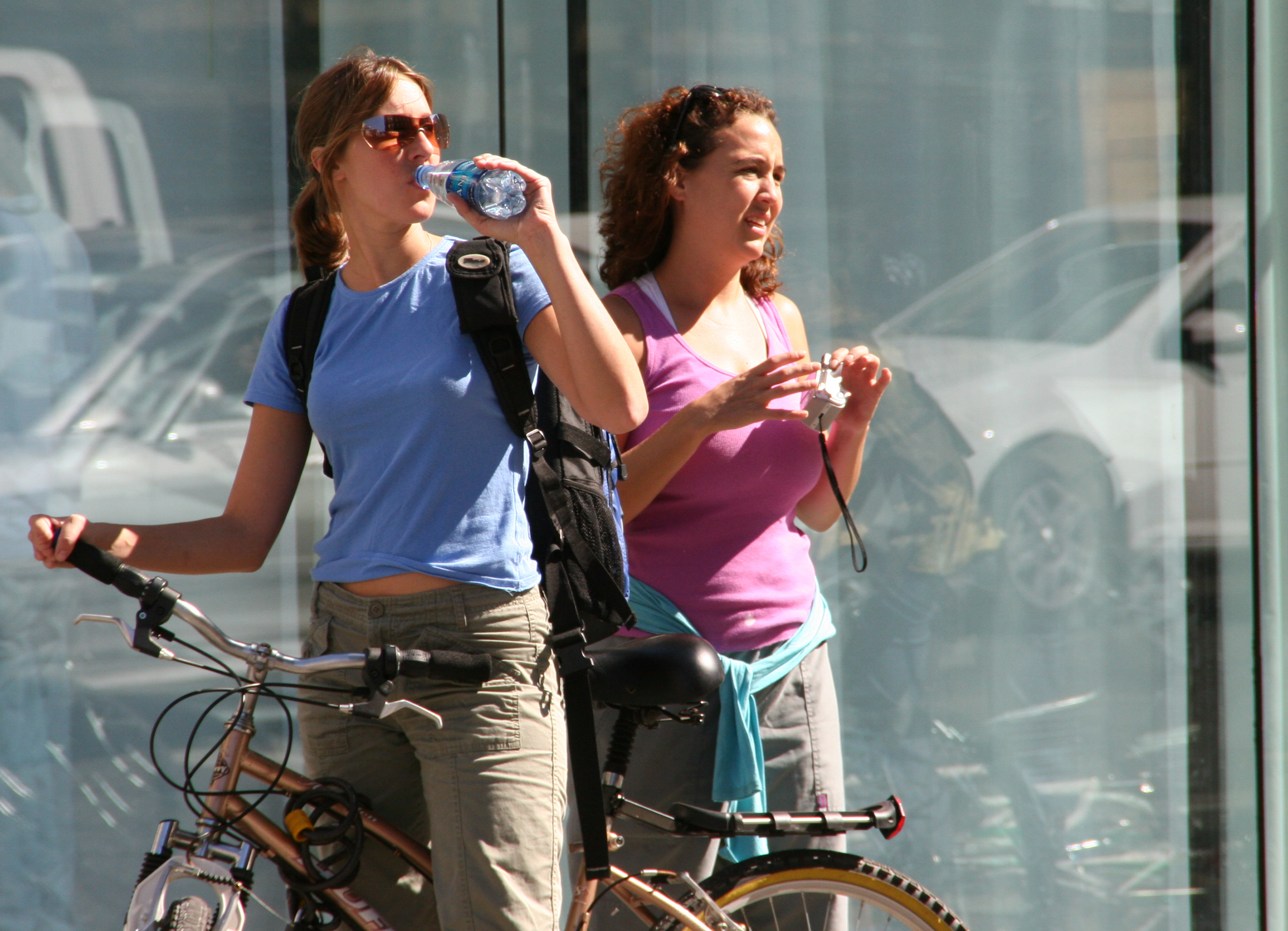
Turiste nel 2005 sfoggiando coloratissime mode atletiche della metà degli anni 2000.
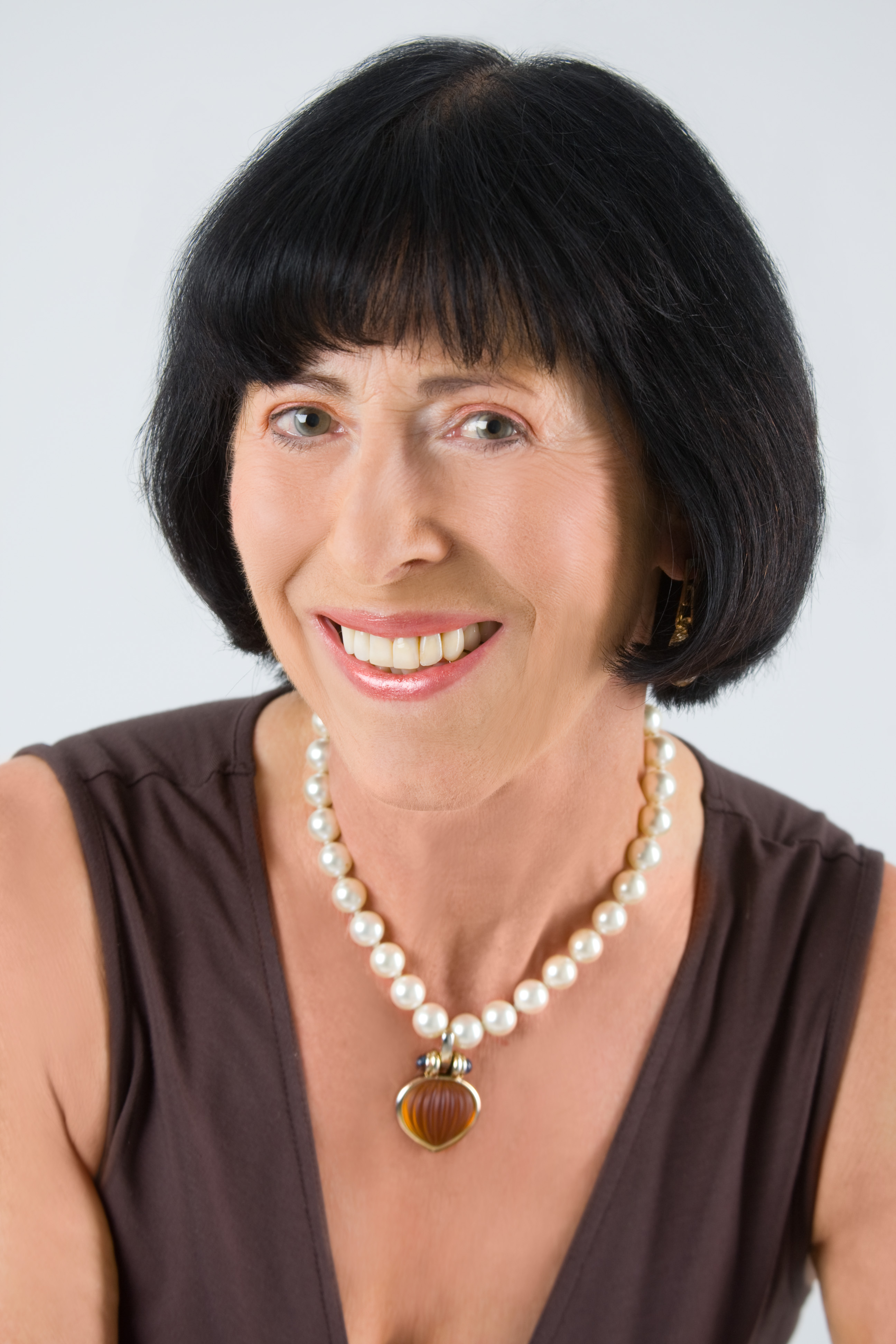
Il Bob è diventato popolare tra le donne europee dal 2003 al 2009.
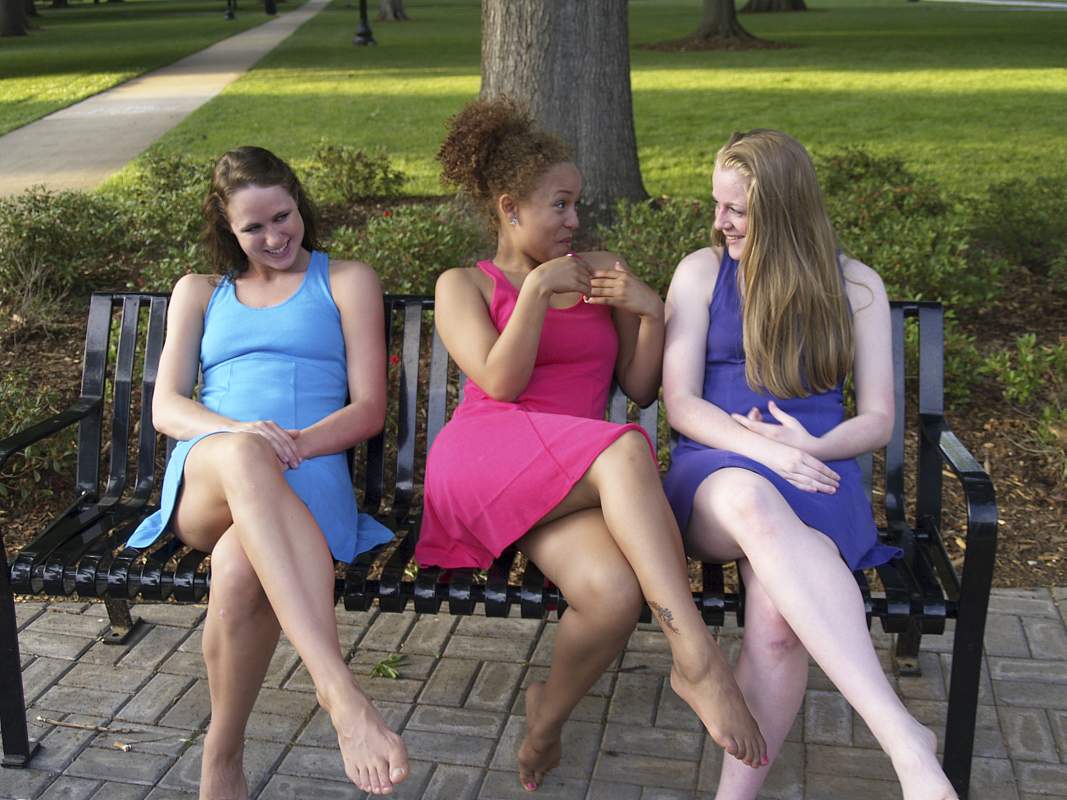
Abiti senza maniche dai colori vivaci, USA, 2009
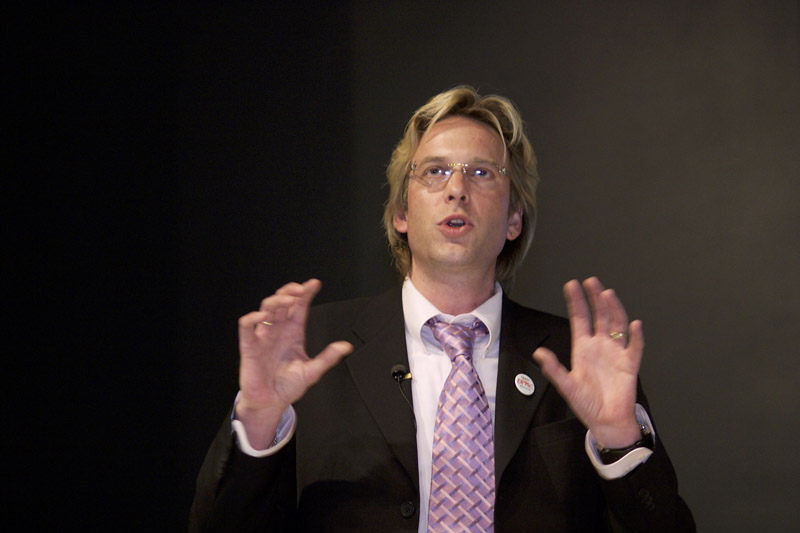
Adam Curry, 2005, sfoggia lo shag, popolare dal 2001 al 2007.
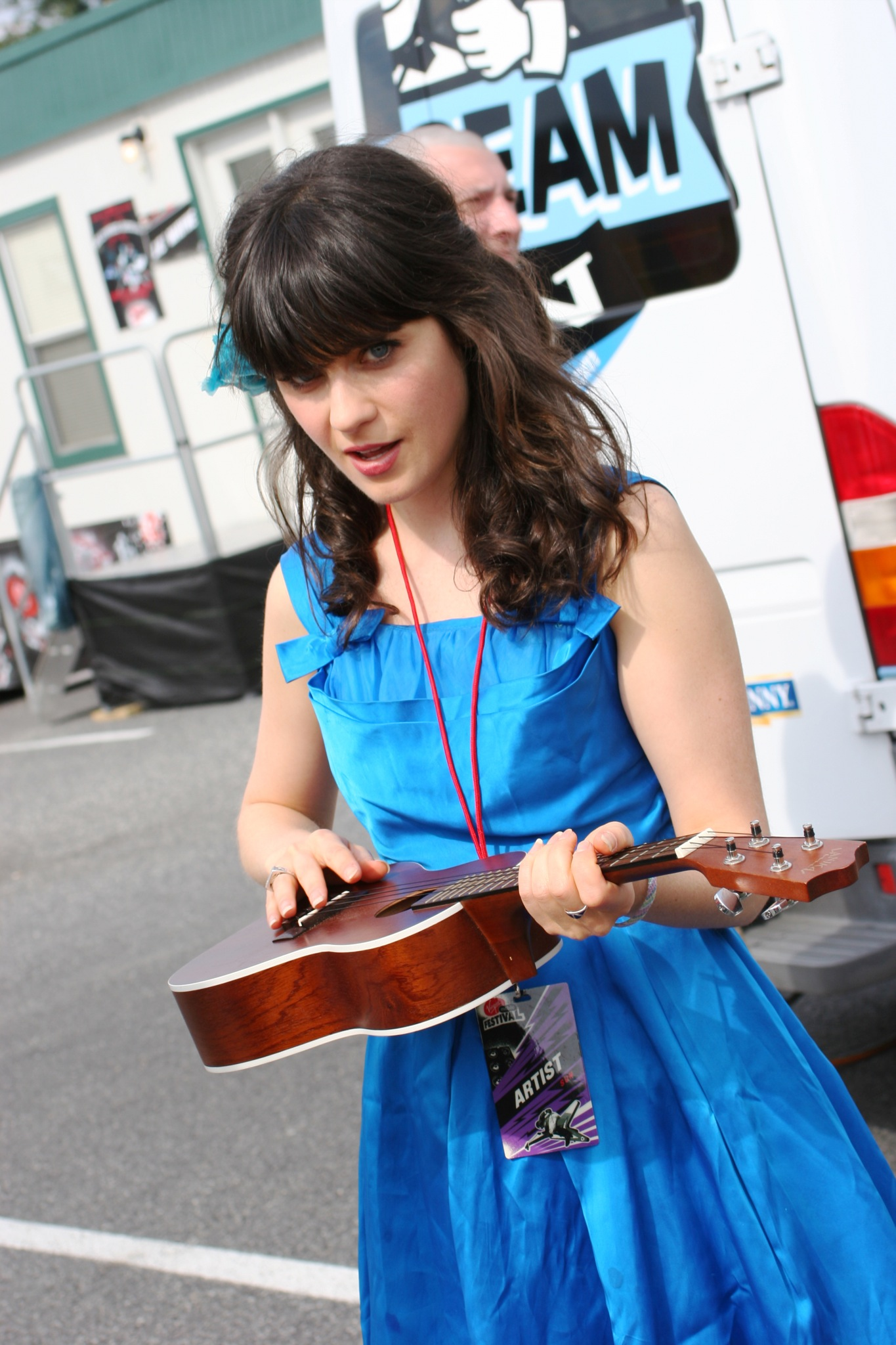
Zooey Deschanel indossa un abito Boho-chic ispirato agli anni '60 nel 2008.
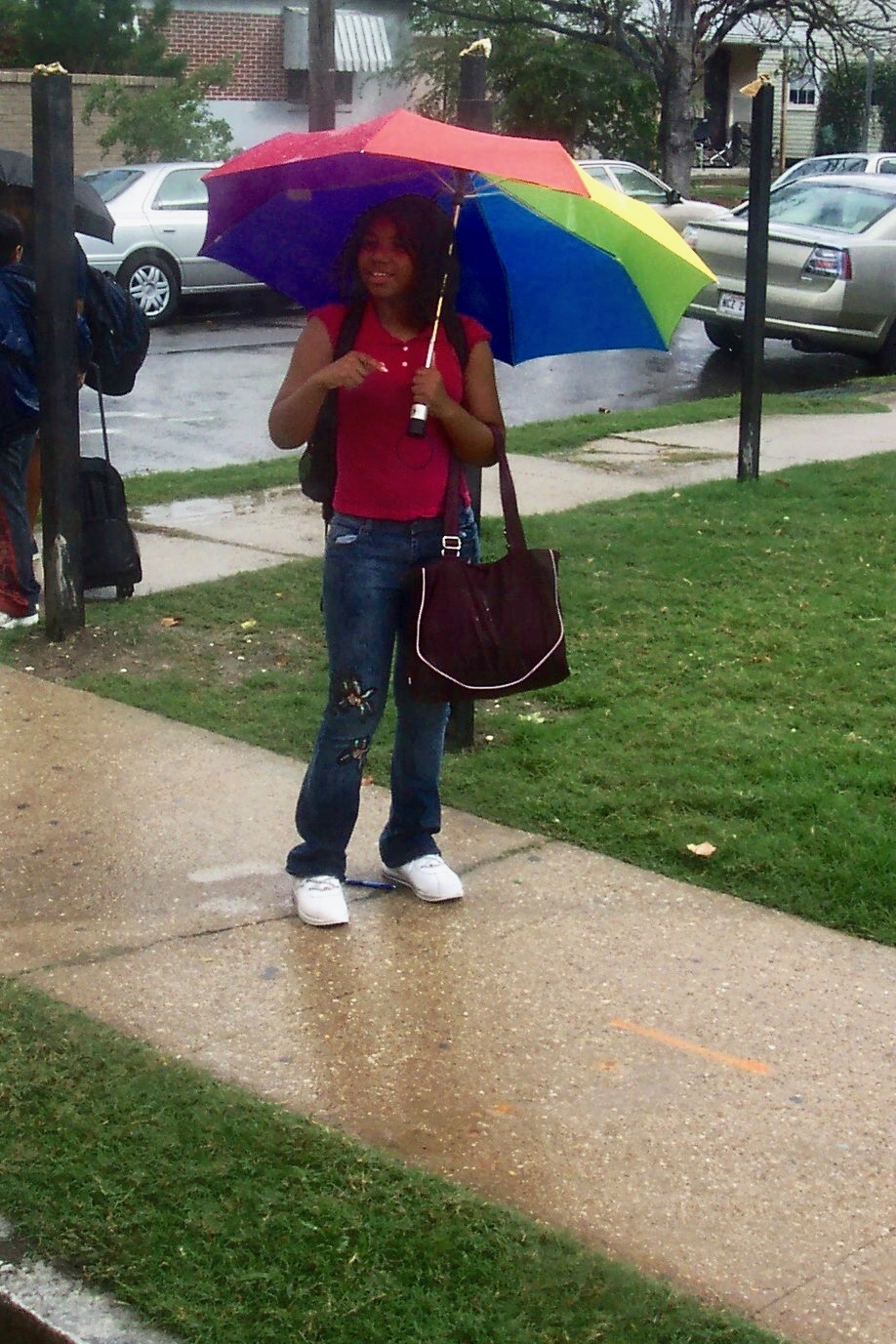
Giovane donna che indossa una polo rosa, jeans ricamati e stivali bianchi nel 2006.
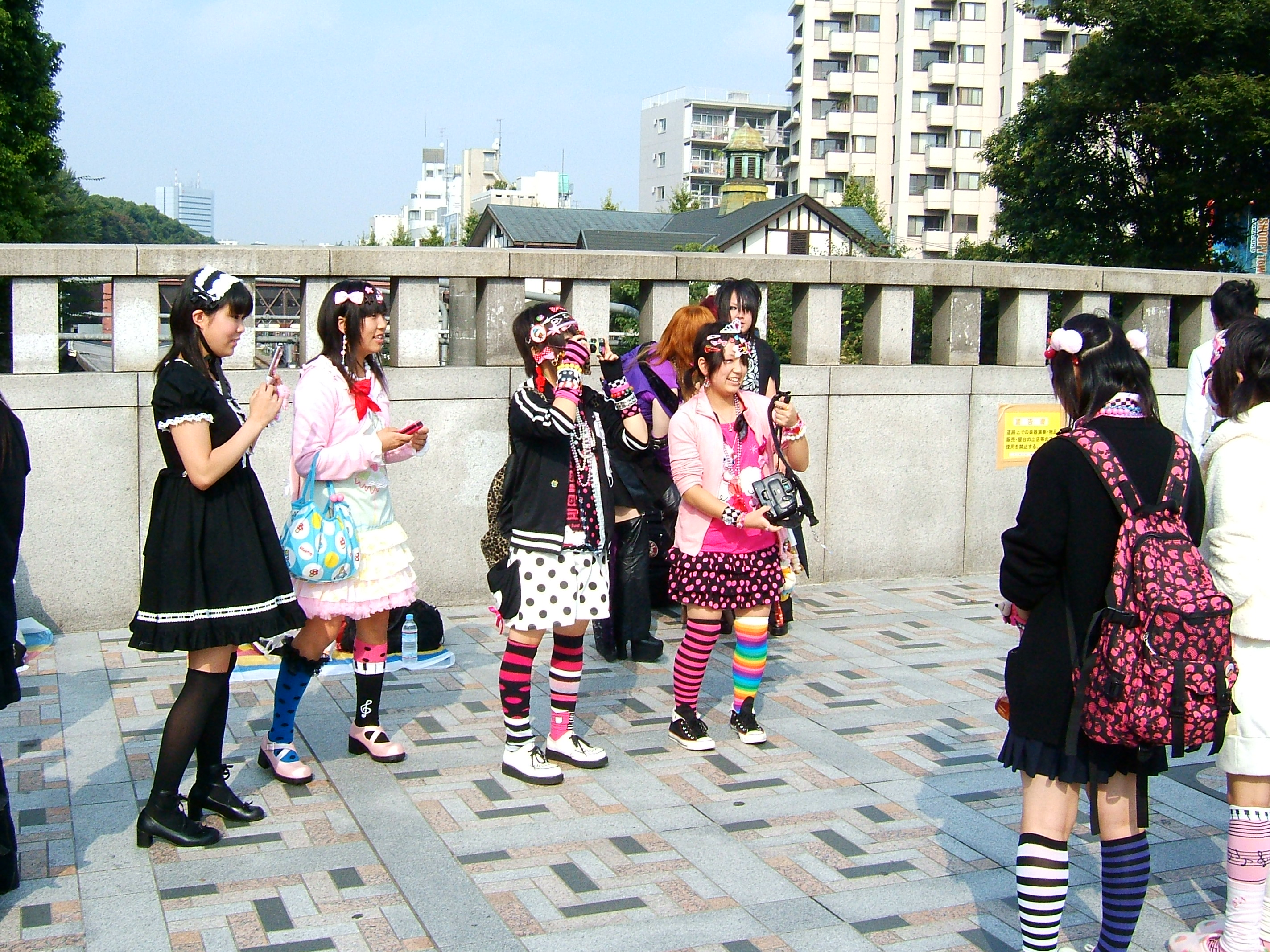
Ragazze giapponesi che indossano abiti Lolita, metà degli anni 2000.
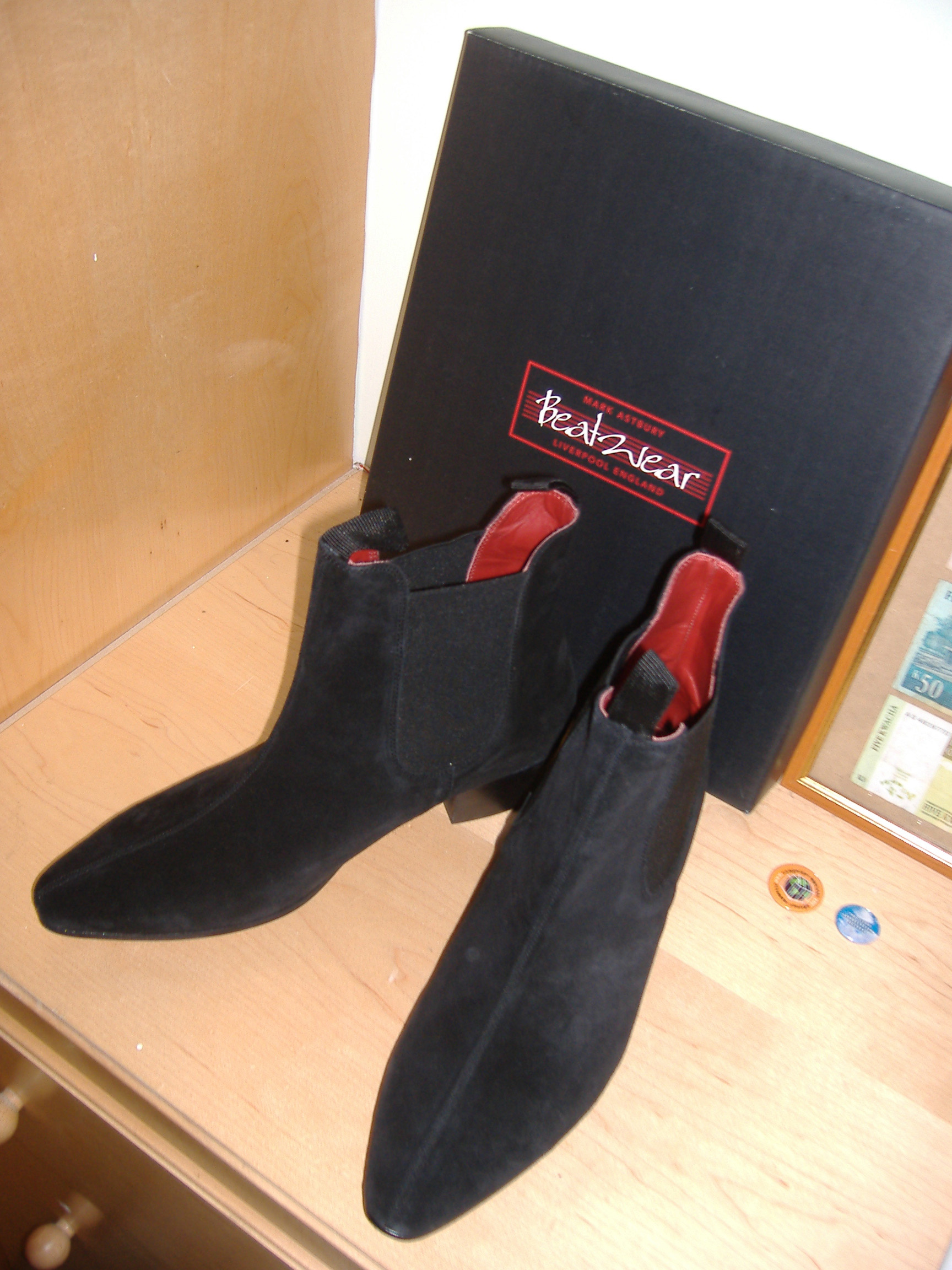
Gli stivali Winklepicker alla moda in Inghilterra, Italia e Messico dal 2005 in poi.
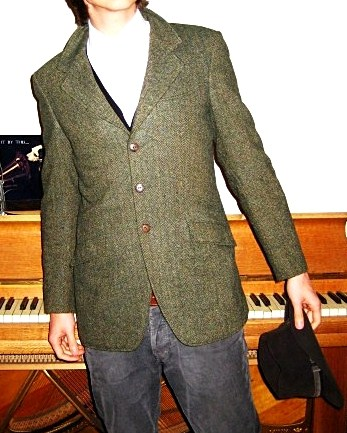
Le giacche slim in tweed hanno guadagnato popolarità dall'inizio del 2006.
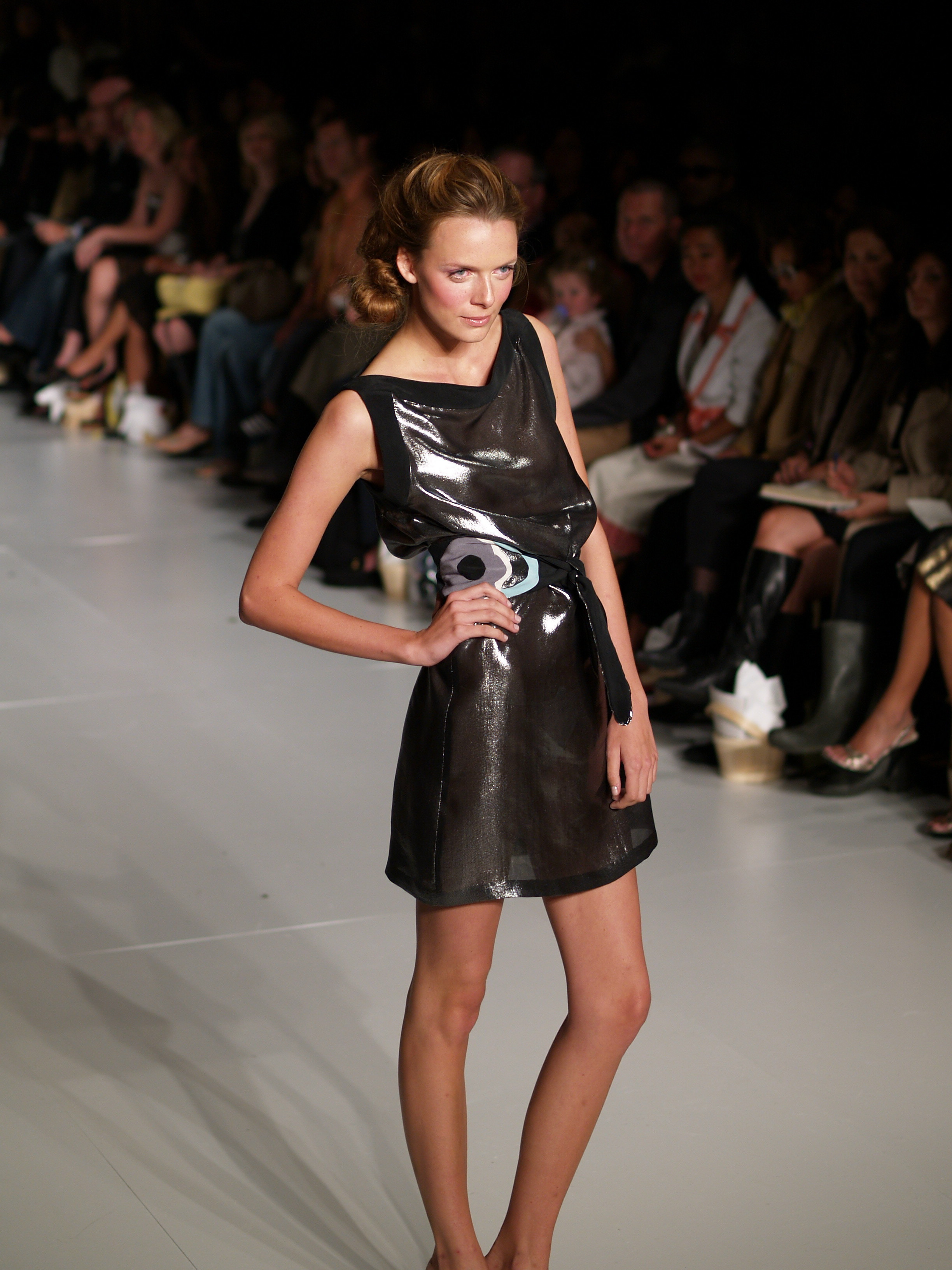
Abito di alta moda della primavera 2006.
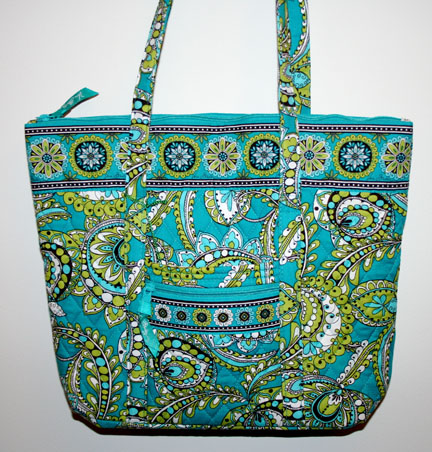
Borsa Paisley associata al look boho-chic.
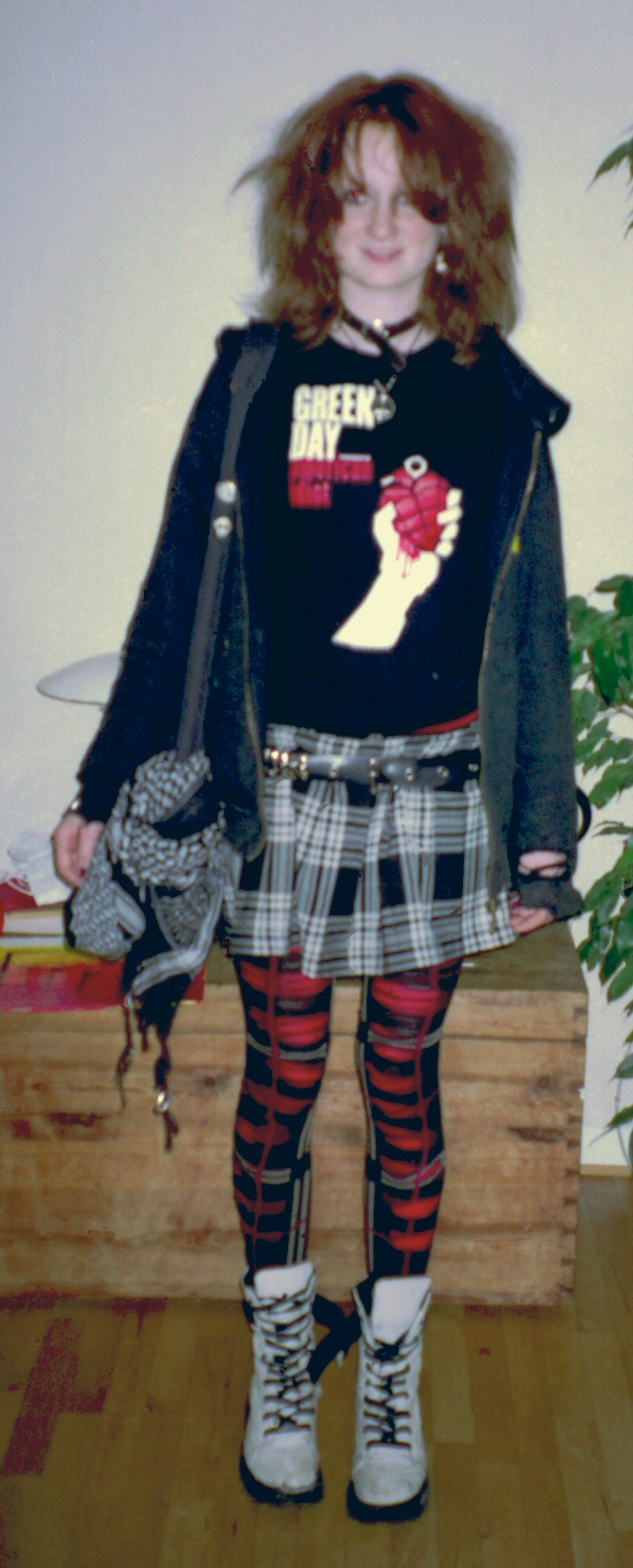
Mosher tedesco, l'incarnazione della scena più punk, all'inizio della metà degli anni 2000.
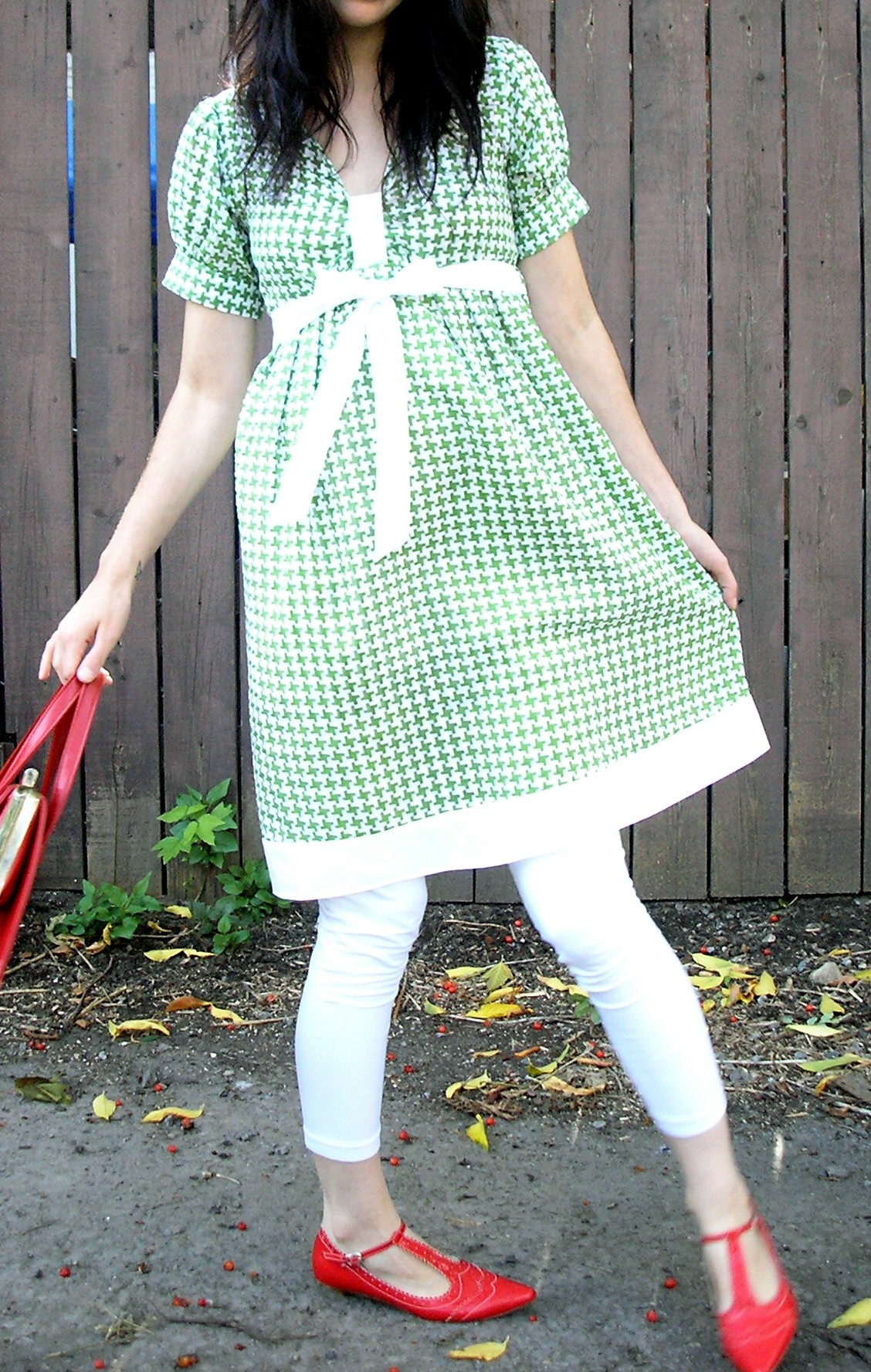
I leggings moderni sono diventati di moda alla fine degli anni 2000.
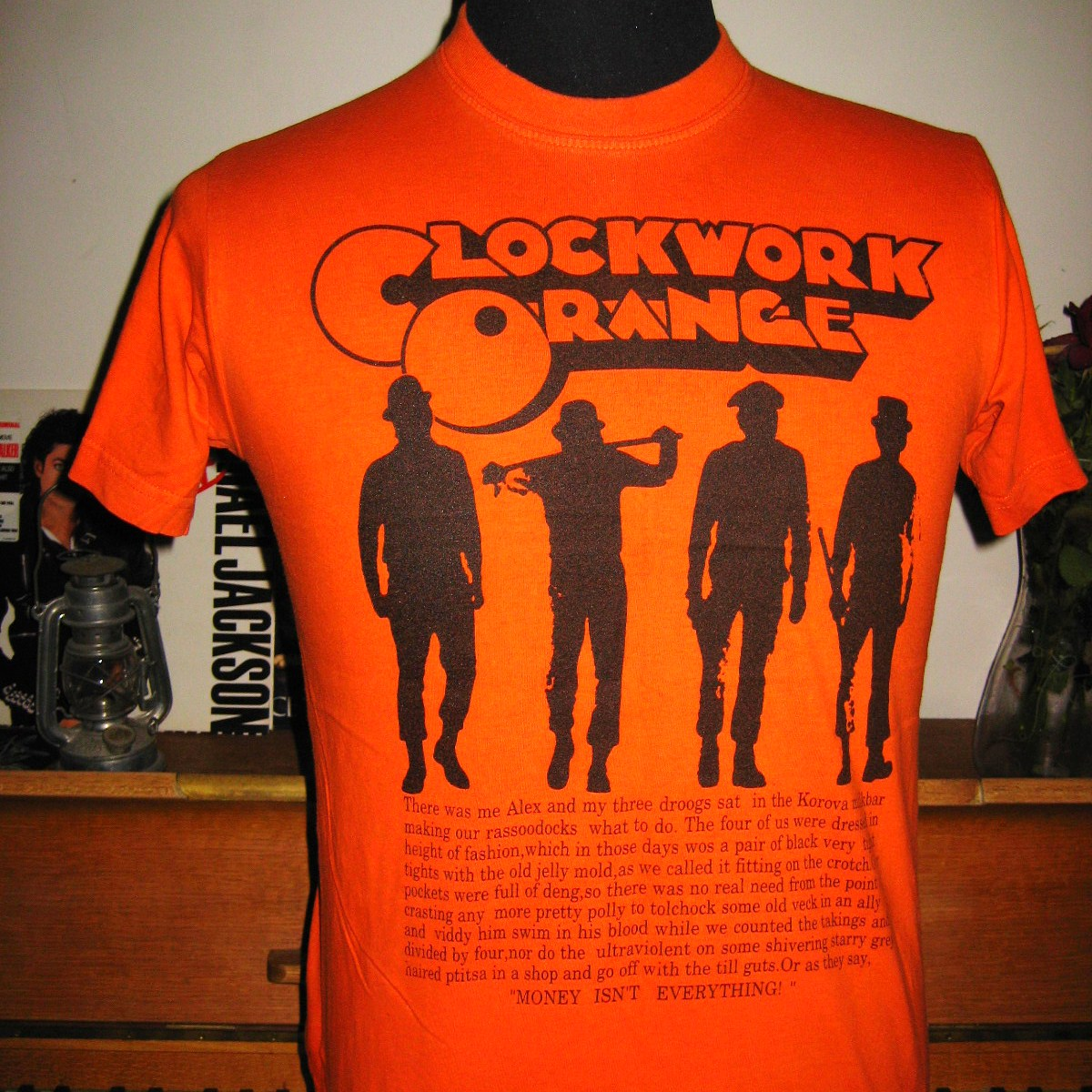
T-shirt stampate vintage indossate dai fan di Indie, Scene e Nu-Rave.
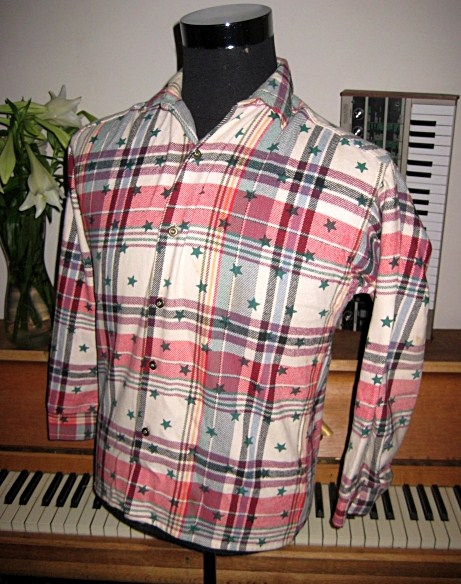
La camicia scozzese western attillata ha guadagnato popolarità nel Regno Unito dal 2008 in poi.
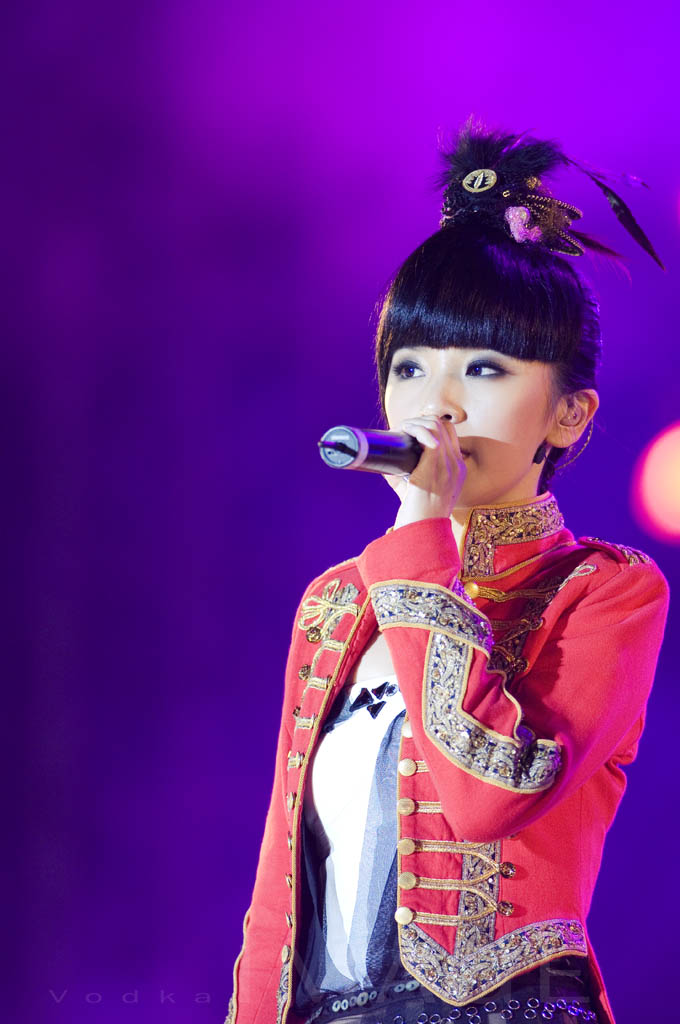
Cantante pop cinese con giacca militare vintage, 2007.
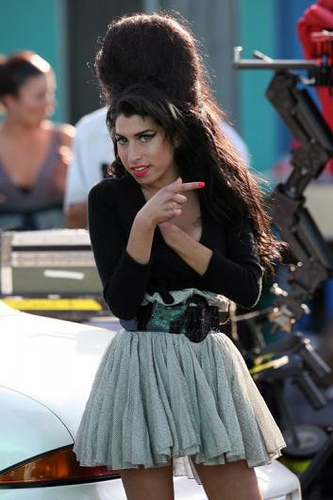
Amy Winehouse con acconciatura alveare nera.
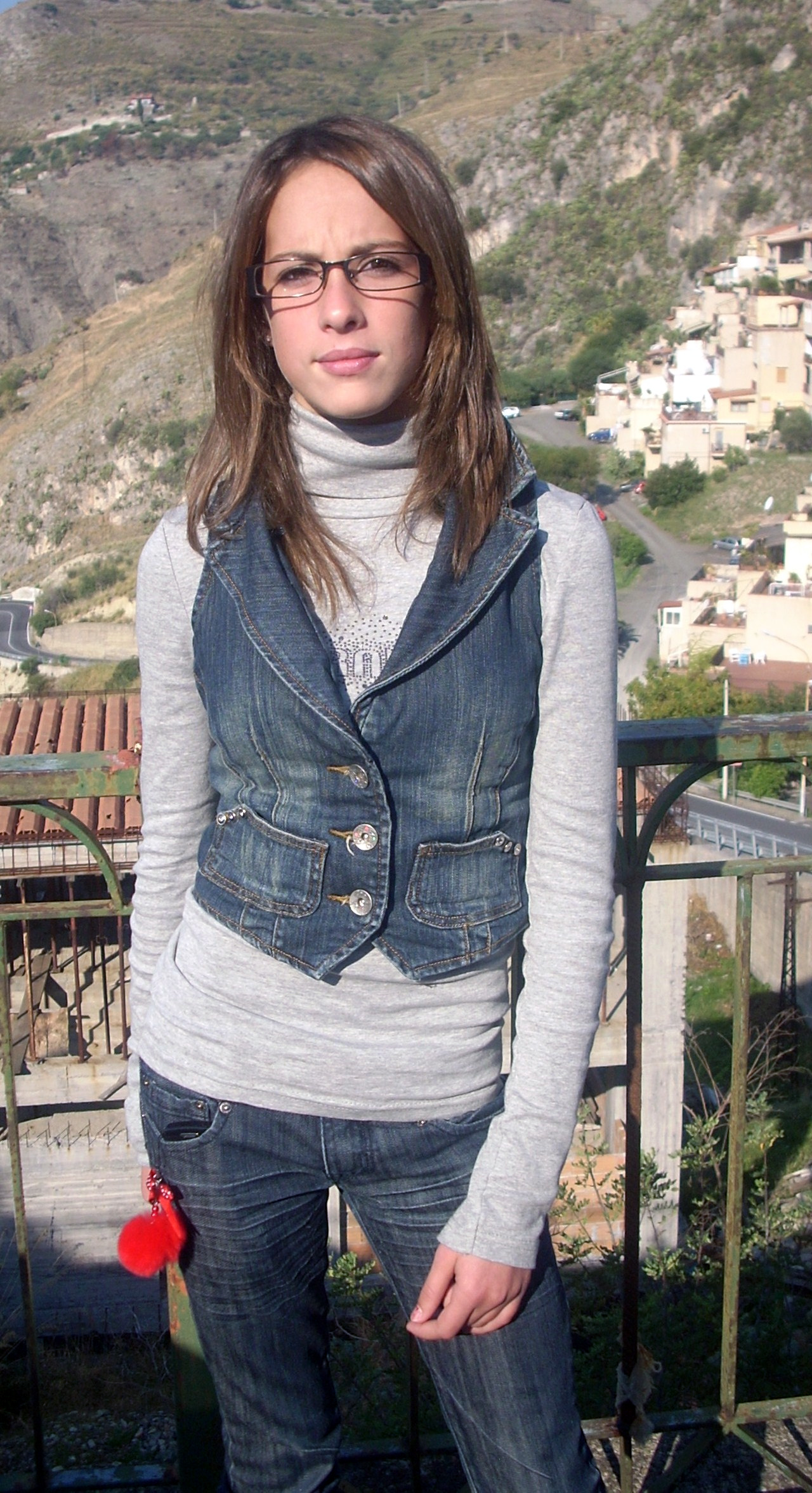
Alla fine del 2008, soprattutto in Italia, il gilet di jeans era un popolare accessorio di moda femminile.
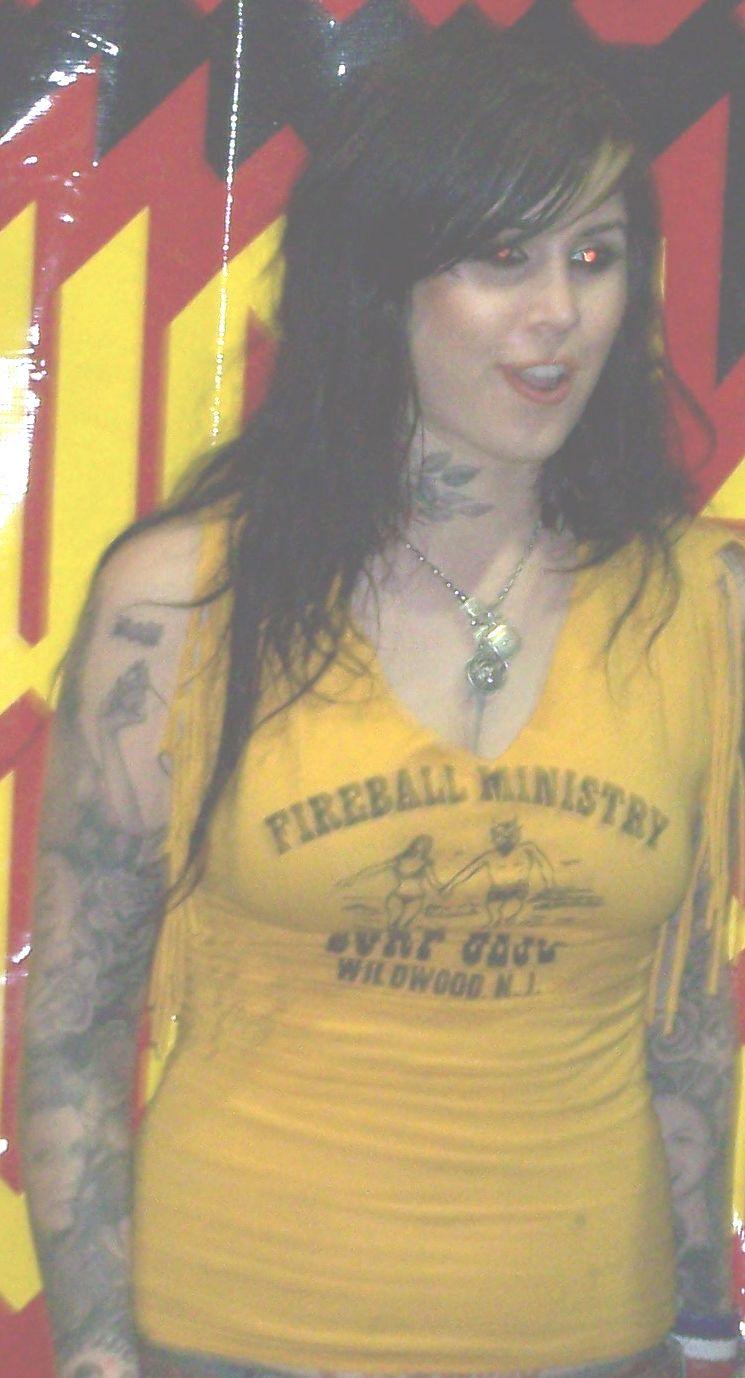
Tatuaggi e piercing estremi per il corpo sono diventati mainstream alla fine degli anni 2000.
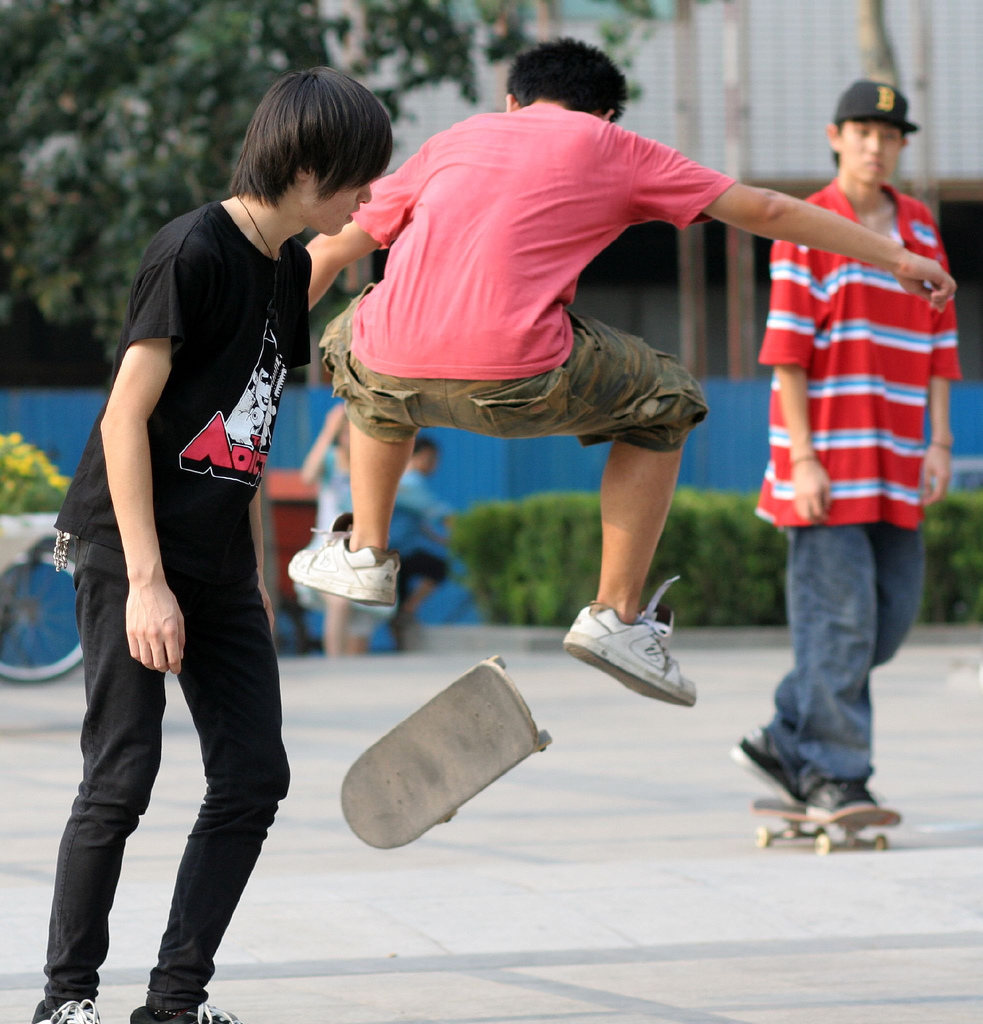
Skate punk cinesi, 2007.
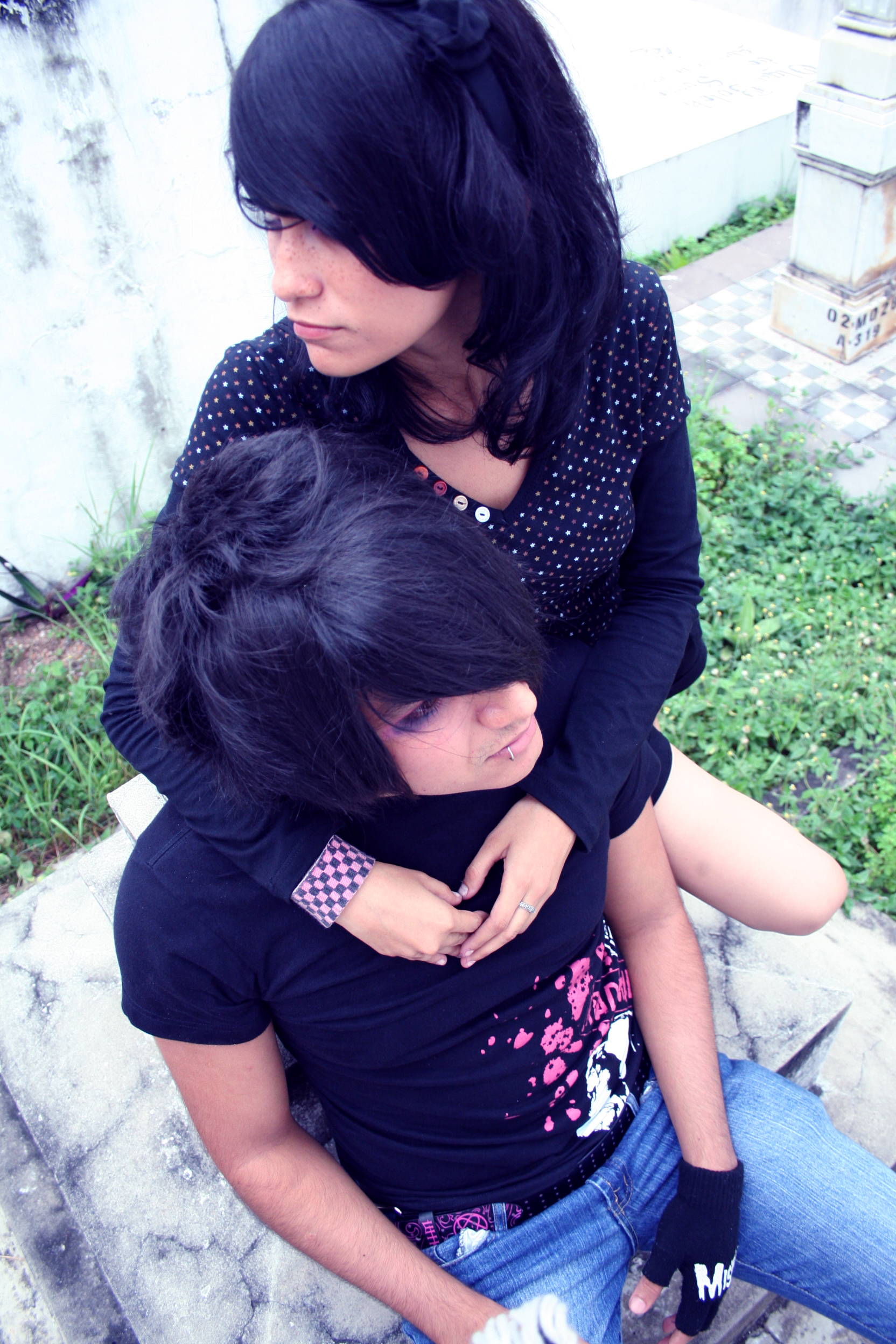
Ragazzi emo ecuadoriani della fine degli anni 2000.
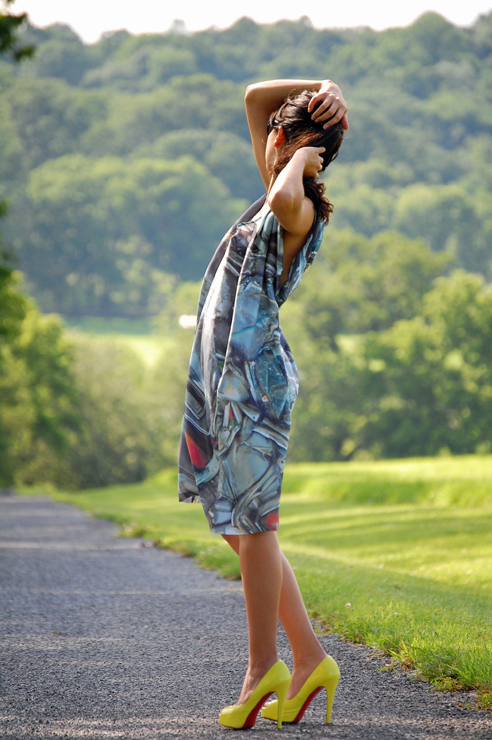
Giovane donna che indossa prendisole e scarpe Christian Louboutin, 2009.
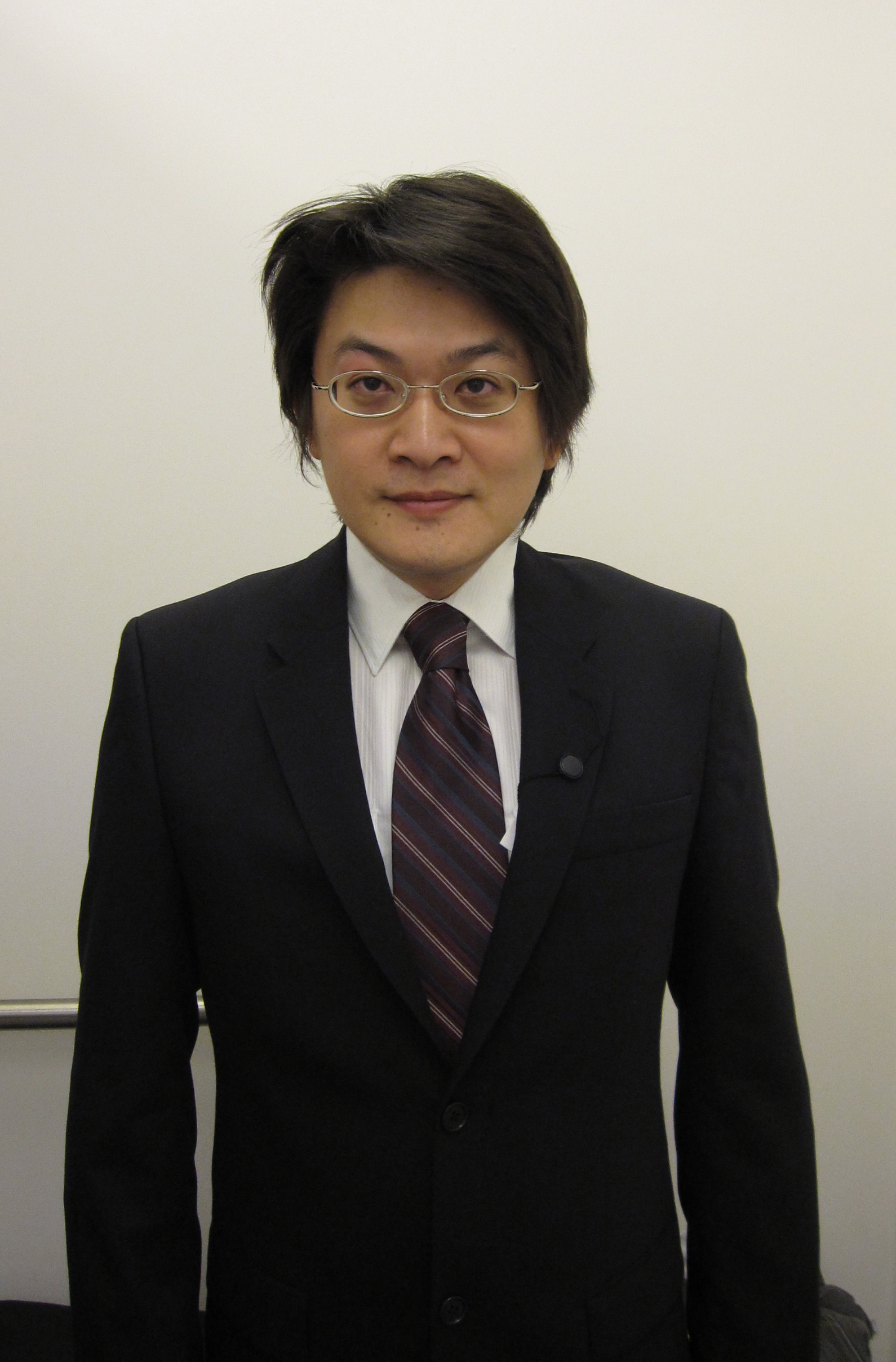
Esempio di abito slim fit a due bottoni popolare dalla fine degli anni 2000 in poi nel Regno Unito, negli Stati Uniti e in Cina.
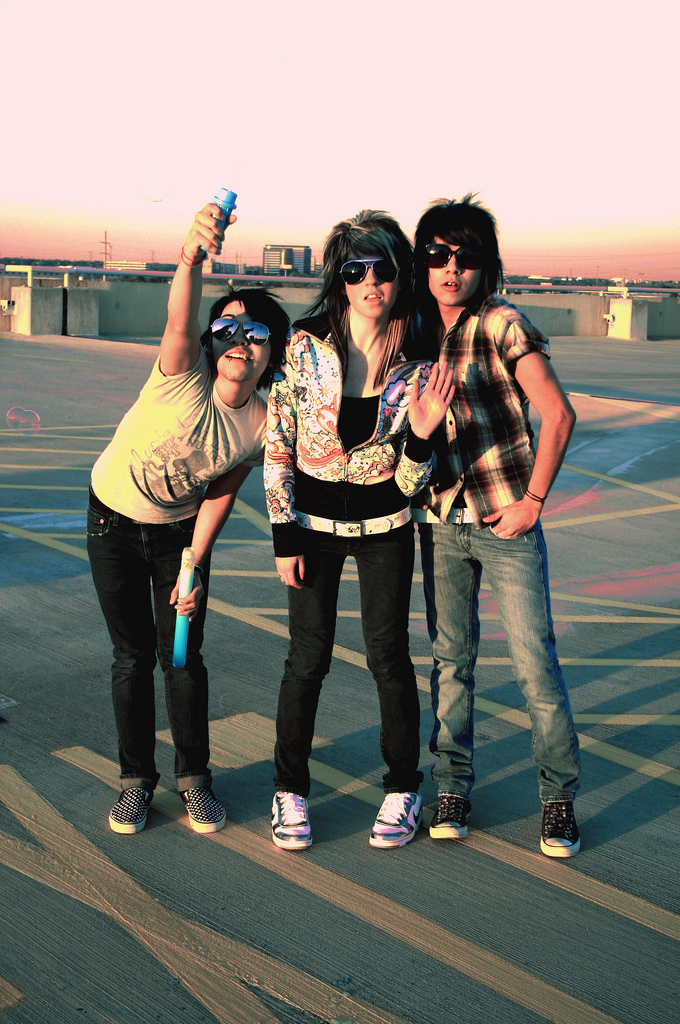
American Scene Kids, 2008.
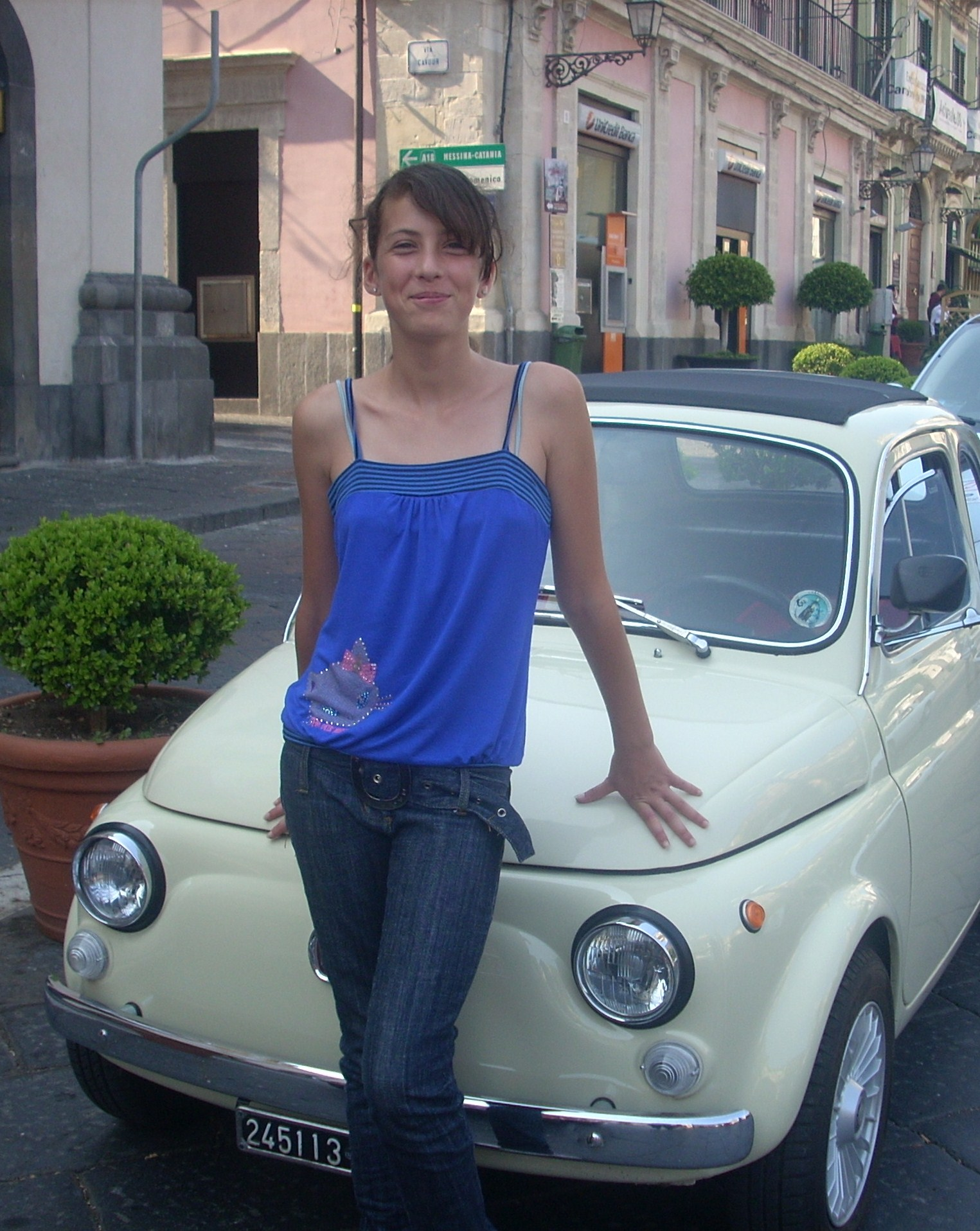
Jeans skinny, dal 2007 ad oggi.
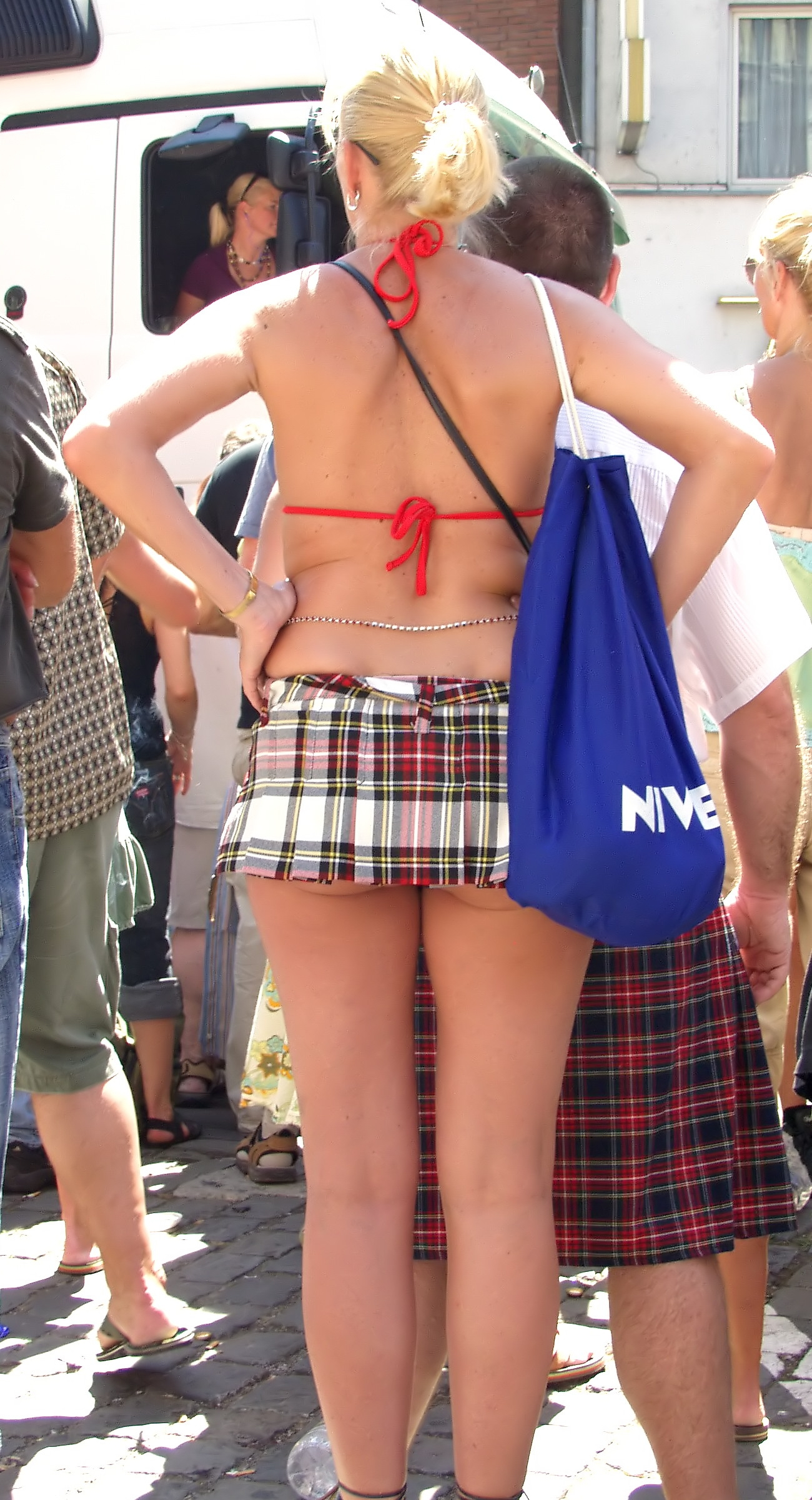
Donna che indossa top senza schienale e microskirt al Cologne Pride, 2006.
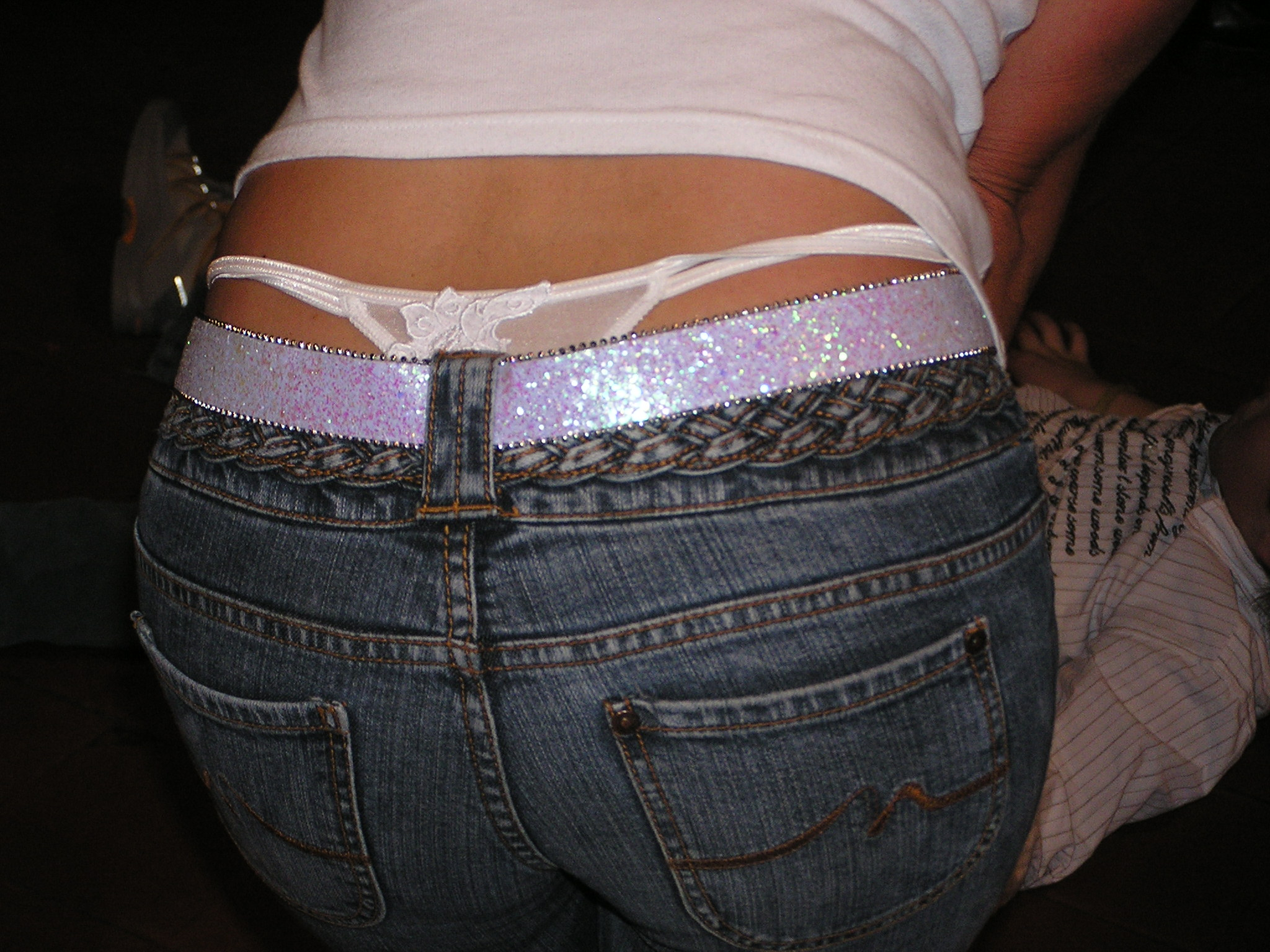
Donna che indossa pataloni a vita bassa, 2007.